# Vespasiano
Cesare Vespasiano Augusto (in latino Caesar Vespasianus Augustus; Falacrine, 17 novembre 9 – Aquae Cutiliae, 23 giugno 79) è stato un imperatore romano.
Nato Tito Flavio Vespasiano (Titus Flavius Vespasianus) e meglio conosciuto semplicemente come Vespasiano, regnò dal 69 al 79, anno della sua morte.
Fondatore della dinastia flavia, nono imperatore, fu il quarto a salire al trono nel 69 (l'anno dei quattro imperatori), ponendo fine a un periodo d'instabilità seguito alla morte di Nerone e definito dallo storico Tacito longus et unus annus ("anno lungo e unico"). Comandante delle truppe che erano impegnate fin dal 66 nella repressione in Giudea, venne acclamato imperatore dalle legioni d'Egitto, Giudea, Siria e Danubio. Al suo arrivo a Roma, il Senato lo riconobbe e lo nominò console per l'anno 70, insieme al figlio Tito.
La guerra civile rappresentò una decisa rottura con il passato, sia perché s'interruppe la continuità dinastica nella successione imperiale, sia perché per la prima volta un imperatore venne nominato lontano da Roma. Al nuovo sovrano vennero riconosciuti con un decreto del Senato tutti i poteri che erano stati propri di Augusto, Tiberio e Claudio. Le clausole del documento rafforzarono il potere dell'imperatore: egli poté concludere accordi con altri popoli esterni ai confini imperiali, convocare il Senato e far approvare senatoconsulti senza essere limitato da leggi e plebisciti. L'ascesa di Vespasiano fu un elemento di novità: fu un homo novus, non appartenendo a una famiglia della nobilitas romana, in quanto originario di Rieti. Nella sua politica fu attento a favorire l'integrazione dei provinciali dell'Impero come aveva fatto in precedenza Claudio.

## Biografia

### Origini familiari (9-25)
Nacque in Sabina presso l'antico Vicus Phalacrinae, corrispondente all'odierna cittadina di Cittareale (nell'attuale provincia di Rieti) da Tito Flavio Sabino, appartenente a una famiglia dell'ordine equestre di Reate (odierna Rieti), che aveva molti possedimenti terrieri nell'Alta Sabina. Il padre, Tito Flavio Sabino, fu esattore di imposte e operatore finanziario (come lo era stato il padre, Tito Flavio Petrone); la madre Vespasia Polla, di nobili origini, era originaria di Norcia, figlia di un militare in carriera, Vespasio Pollione e sorella di un senatore. Vespasiano aveva un fratello maggiore di nome Tito Flavio Sabino, più tardi divenuto praefectus Urbi.
Venne educato in campagna, vicino al vicus di Cosa (oggi nei pressi di Ansedonia), sotto la guida della nonna paterna, tanto che anche quando divenne princeps tornò spesso nei luoghi della sua infanzia, avendo lasciato la villa esattamente come era stata.

### Carriera militare e politica (25-68)
Dopo aver preso la toga virilis (all'età di sedici anni durante i Liberalia che si celebrarono il 17 marzo del 26), avversò per molto tempo il tribunato laticlavio. Ma poi spinto dalla madre a farne richiesta, servì lo Stato romano, iniziando il suo personale cursus honorum:
- inizialmente nell'esercito, in Tracia,[36] come laticlavio[19] per almeno 3 o 4 anni (attorno all'anno 30[23]);
- più tardi divenne questore nella provincia di Creta e Cirene[19] (nel 34 all'età di venticinque anni);
- in seguito ricoprì la carica di edile, classificandosi al sesto posto, dopo essere stato respinto la prima volta (nel 38[24]);[19] Svetonio e Dione raccontano un curioso episodio di questo periodo:[24]

(Svetonio, Vita di Vespasiano, 5)
- infine pretore (nel 40 all'età di trent'anni), riuscendo tra i primi come ci racconta Svetonio,[19] che aggiunge:

(Svetonio, Vita di Vespasiano, 2)
Frattanto in questi anni sposò Domitilla, figlia di un cavaliere di Ferento, da cui ebbe due figli: Tito e Domiziano, in seguito imperatori, e una figlia, Flavia Domitilla. La moglie e la figlia morirono entrambe prima che diventasse princeps.
(Svetonio, Vita di Vespasiano, 3)

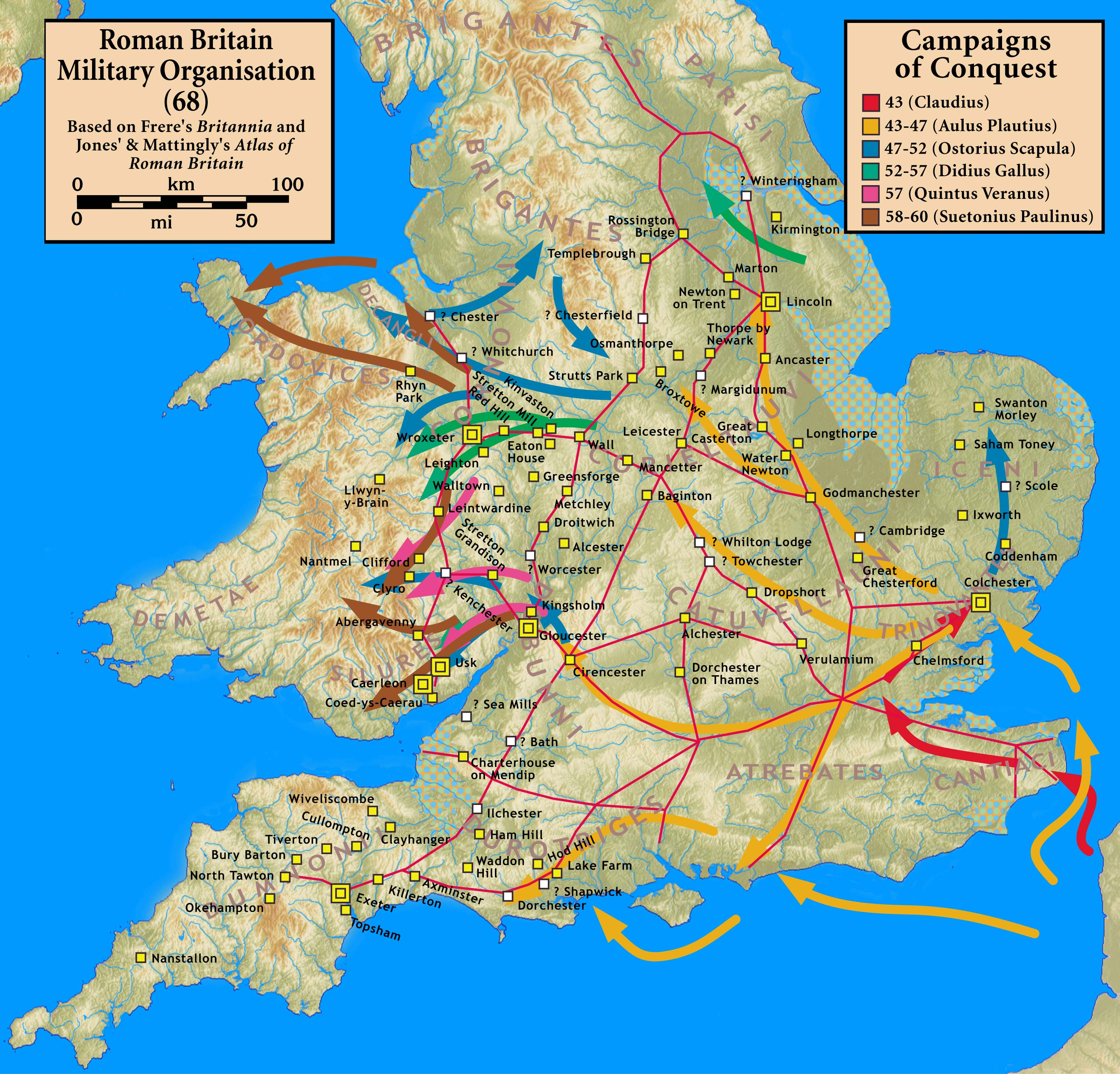
La conquista della Britannia (dal 43 al 50), vide Vespasiano partecipare come legatus legionis della legio II Augusta

La carriera militare e senatoriale proseguì prima, servendo nel distretto militare germanico della Gallia Lugdunensis come legatus legionis della legio II Augusta (che a quel tempo era di stanza ad Argentoratae) grazie al favore esercitato da Narciso presso l'imperatore. In seguito partecipò all'invasione romana della Britannia sotto l'imperatore Claudio, dove si distinse, sempre come comandante della II Augusta, sotto il comando generale di Aulo Plauzio. Vespasiano partecipò sia all'importante battaglia di Medway insieme al fratello Sabino, sia alla conquista dell'isola di Wight (Vette), penetrando poi fino ai confini del Somerset, in Inghilterra. Di quest'ultimo periodo militare Svetonio ricorda:
(Svetonio, Vita di Vespasiano, 4)
Cassio Dione Cocceiano aggiunge di un episodio curioso ed eroico in Britannia (poco credibile per l'età che Tito avrebbe avuto a quell'epoca, di soli otto anni):
(Cassio Dione, LX, 30.1)
Nel 51 fu console per gli ultimi due mesi dell'anno, poi fino a quando non ottenne il proconsolato, Svetonio di lui disse che:
(Svetonio, Vita di Vespasiano, 4)
Nel 63 andò, infatti, come governatore in Africa proconsolare dove, secondo Tacito (II.97), il suo comportamento fu infame e odioso; secondo Svetonio, al contrario, il suo governo fu condotto con assoluta integrità e onore. Certo è che la sua fama e visibilità a Roma, crebbe. Svetonio aggiunge:
(Svetonio, Vita di Vespasiano, 4)
Fu infatti in Grecia al seguito di Nerone. Svetonio ne racconta un episodio curioso:
(Svetonio, Vita di Vespasiano, 4)

#### Inizio della guerra giudaica (66-68)

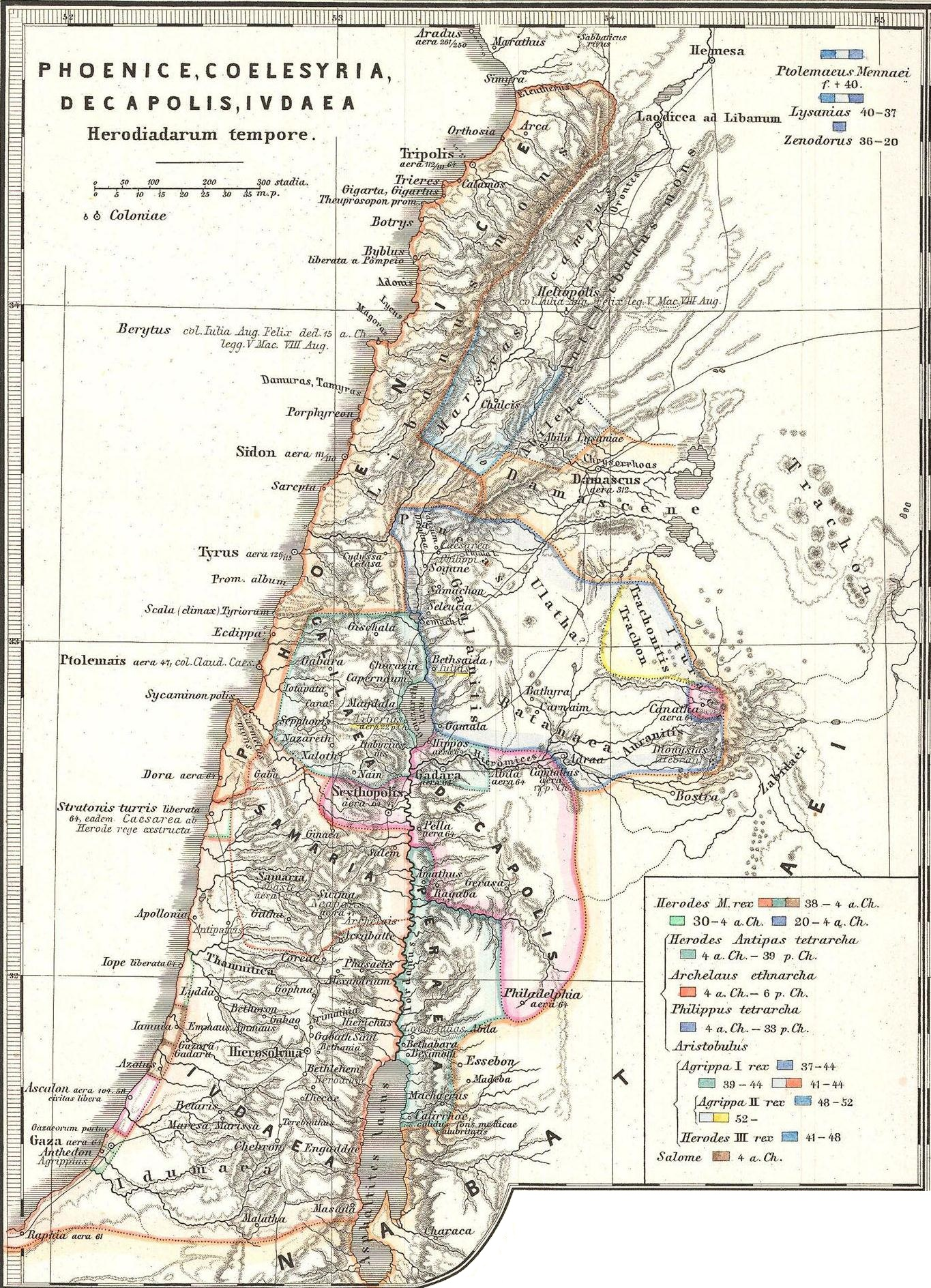
L'antica provincia romana di Giudea al tempo della guerra contro i Romani (66-70/74)

Nel 66, quando Nerone venne informato della sconfitta subita in Giudea dal suo legatus Augusti pro praetore di Siria, Gaio Cestio Gallo, colto da grande angoscia e timore, trovò che il solo Vespasiano sarebbe stato all'altezza del compito, e quindi capace di condurre una guerra tanto importante in modo vittorioso.
(Giuseppe Flavio, La guerra giudaica, III, 1.2)
(Svetonio, Vita di Vespasiano, 4)
E così Vespasiano fu incaricato della conduzione della guerra in Giudea, che minacciava di espandersi a tutto l'Oriente. Vespasiano, che si trovava in Grecia al seguito di Nerone, inviò il figlio Tito ad Alessandria d'Egitto per rilevare la legio XV Apollinaris, mentre egli stesso attraversava l'Ellesponto, raggiungendo la Siria via terra, dove concentrò le forze romane e numerosi contingenti ausiliari di re clienti (tra cui quelli di Erode Agrippa II).
Ad Antiochia di Siria, Vespasiano concentrava e rafforzava l'esercito siriaco (legio X Fretensis), aggiungendo due legioni (la legio V Macedonica e la legio XV Apollinaris, giunta dall'Egitto), otto ali di cavalleria e dieci coorti ausiliarie; attendeva l'arrivo del figlio Tito, nominato suo vice (legatus); acquisiva grande popolarità nelle vicine province orientali, per aver riportato con grande rapidità la disciplina nell'armata romana e compiva due vittoriose imprese militari, assaltando una fortezza nemica (Iotapata), seppur rimanendo ferito a un ginocchio o a un piede.
Intanto i Giudei, esaltati dal successo conseguito su Cestio Gallo, raccolsero con grande rapidità tutte le loro forze meglio equipaggiate e mossero contro Ascalona, città distante circa 90 km da Gerusalemme. La spedizione era guidata da tre uomini di valore: Niger della Perea, Sila di Babilonia e Giovanni l'Esseno. Ascalona era circondata da possenti mura, ma con poche truppe: si trattava di una sola coorte di fanteria e un'ala di cavalleria. Ma ciò risultò sufficiente, poiché il comandante romano, Antonio, riuscì a mettere in fuga i nemici e a ucciderne ben 18 000. Secondo Svetonio e Giuseppe Flavio:
(Svetonio, Vita di Vespasiano, 4)
(Giuseppe Flavio, La guerra giudaica, VI, 5.4.312-313)
Applicando a sé stessi questa profezia, i Giudei si erano ribellati al governatore romano e lo avevano ucciso, sconfiggendo poi il governatore di Siria Gaio Cestio Gallo, giunto in soccorso del primo, e riuscendo anche a prendergli un'aquila legionaria.
Giuseppe Flavio racconta che, dopo aver radunato le truppe, Vespasiano (inizi del 67) mosse da Antiochia alla volta di Tolemaide. Gli vennero incontro gli abitanti di Zippori, la città più grande della Galilea, che si erano dimostrati fedeli anche a Cestio Gallo e che ricevettero, per questo motivo, nuovi armati romani a loro protezione (mille cavalieri e seimila fanti), sotto il comando del tribunus militum Giulio Placido. La città era infatti considerata di fondamentale importanza strategica, atta a vigilare l'intera regione.
Svetonio aggiunge un episodio curioso di questi anni di guerra:
(Svetonio, Vita di Vespasiano, 5)
Lo stesso Giuseppe afferma nella sua Guerra giudaica che, quando Vespasiano dispose di metterlo sotto custodia con ogni attenzione, volendo inviarlo subito dopo a Nerone, Giuseppe dichiarò che aveva da fare un annuncio importante allo stesso Vespasiano, di persona e a quattr'occhi. Quando il comandante romano ebbe allontanato tutti gli altri tranne il figlio Tito e due amici, Giuseppe gli parlò:
(Giuseppe Flavio, La guerra giudaica, III, 8.9.400-402)
Sul momento Vespasiano rimase incredulo, pensando che Giuseppe lo stesse adulando per aver salva la vita, ma poi, sapendo che anche in altre circostanze Giuseppe aveva fatto predizioni esatte, fu indotto a ritenere che ciò che gli aveva annunciato fosse vero, avendo egli stesso in passato pensato al potere imperiale e ricevendo altri segnali che gli presagivano il principato. Alla fine non mise in libertà Giuseppe, ma gli donò una veste e altri oggetti di pregio, trattandolo con ogni riguardo anche per le simpatie del figlio Tito.
Dopo un primo e intenso anno di guerra in Giudea, che aveva visto Vespasiano sottomettere tutti i territori giudaici a parte quelli intorno alla capitale Gerusalemme, dove peraltro era in corso una guerra civile tra la fazione degli Zeloti e coloro che stavano dalla parte dei sommi sacerdoti, il comandante romano si stava preparando ad attaccare Gerusalemme da ogni parte. Quando, però, giunse la notizia che Nerone si era tolto la vita, dopo un regno di tredici anni, otto mesi e otto giorni, Vespasiano preferì rinviare la marcia su Gerusalemme, aspettando di sapere chi fosse stato acclamato imperatore. Appreso che era stato eletto Galba, preferì rimanere a Cesarea, in attesa di ricevere istruzioni sulla guerra.
Decise così di inviare il proprio figlio, Tito, per rendergli omaggio e per farsi dare disposizioni sulla guerra in Giudea. Accompagnava Tito, il re Agrippa. E mentre questi stavano attraversando per via di terra l'Acaia, giunse la notizia dell'uccisione di Galba (dopo soli sette mesi e sette giorni di regno), e dell'acclamazione a imperatore del suo rivale Otone. E se Agrippa decise di proseguire per Roma, senza preoccuparsi del cambiamento intervenuto, Tito, per una divina ispirazione, tornò in Siria, raggiungendo il padre a Cesarea. Non sapendo come comportarsi, visto lo scoppio della guerra civile, preferirono sospendere le operazioni militari contro i Giudei, in attesa di conoscere quali sarebbero stati gli sviluppi a Roma.

### Ascesa al trono: anno dei quattro imperatori (69)
Lo scoppio della guerra civile in seguito alla morte di Nerone (giugno del 68) vide l'elezione di quattro imperatori in varie parti dell'Impero romano nel giro di poco più di un anno: il primo fu Galba in Spagna, cui successero Otone, acclamato dalla guardia pretoriana, Vitellio, sostenuto dalle legioni germaniche e infine Vespasiano, proclamato da quelle orientali e danubiane.

#### Nomina adImperator
Svetonio
Secondo Svetonio, Vespasiano, impegnato dal 67 nella repressione della rivolta giudea, nel 69 fu designato imperatore contro il regnante Vitellio dalle sue stesse legioni, non prima però di aver ricevuto l'approvazione delle armate della Mesia, che a quel tempo erano sotto il comando di Antonio Primo:
(Svetonio, Vita di Vespasiano, 6)

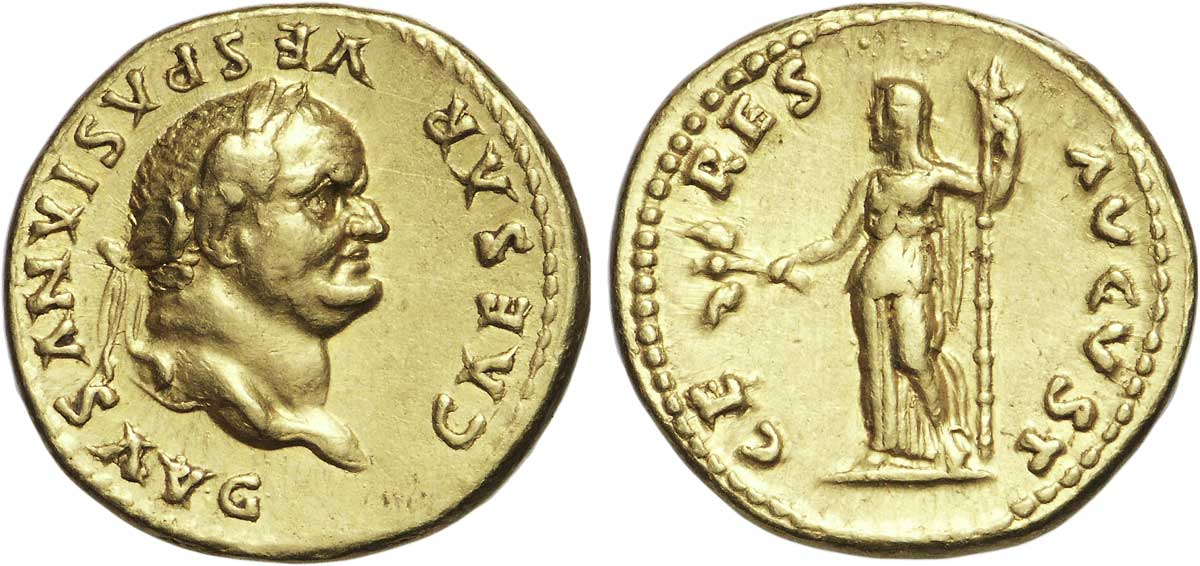
Tito Flavio Vespasiano

Svetonio aggiunge che, se questa prima insurrezione venne inizialmente placata e le truppe ricondotte al loro dovere, generò grande fermento in tutto l'Impero, tanto che il prefetto d'Egitto, Tiberio Alessandro, per primo, indusse le sue legioni a prestare giuramento nei confronti di Vespasiano il 1º luglio (mentre quest'ultimo si trovava a Cesarea), che in seguito venne considerato come il primo giorno del suo principato. L'11 luglio era la volta dell'esercito di Giudea a prestare giuramento davanti allo stesso Vespasiano. Trovò, inoltre, un valido aiuto militare da parte di Gaio Licinio Muciano, governatore della Siria e un'alleanza inaspettata dal re dei Parti, che gli mise a disposizione ben 40 000 arcieri. In Oriente tutti guardavano a lui. Svetonio aggiunge:
(Svetonio, Vita di Vespasiano, 6.)
Tacito
Tacito scrive che Vespasiano, sebbene avesse già giurato con l'esercito per Vitellio, stesse considerando le proprie forze. Rifletteva sul fatto che aveva ben 60 anni e due giovani figli, e che gli eserciti che avrebbe dovuto affrontare erano vittoriosi, mentre i propri erano estranei alla guerra civile o perdenti; inoltre immischiandosi in quei giochi di potere c'era da temere un assassinio, come era successo di recente con Scriboniano. Muciano invece lo incitava pubblicamente ricordandogli di avere nove legioni pronte a servirlo ed esercitate nella guerra Giudaica mentre il nemico ne aveva di infiacchite dai vizi e riflette che le legioni che hanno perso sono spesso le più valorose. Dopo il discorso poi pensano a convincere Vespasiano aruspici e indovini, in quanto egli era superstizioso: fra i prodigi c'era quello che riguardava un altissimo cipresso nel suo podere che un giorno cadde improvvisamente per poi risorgere nello stesso punto il giorno successivo ancora più frondoso.
L'iniziativa di nominarlo imperatore partì da Alessandria d'Egitto per la fretta di Tiberio Alessandro, prefetto d'Egitto, il primo di luglio (mentre quest'ultimo si trovava a Cesarea). Questa data venne consacrata come il primo giorno del principato di Vespasiano sebbene le legioni che comandava in Giudea avessero prestato giuramento solo due giorni dopo (secondo Svetonio invece questo avvenne l'11 luglio, forse perché vi fu confusione fra l'esercito di Siria e quello di Giudea), quando pochi soldati, mentre gli altri aspettavano che qualcuno facesse la prima mossa, lo attesero fuori dalla sua tenda come di consueto, ma invece di salutarlo come legato lo acclamarono imperatore. Così tutti gli altri soldati si unirono ad adularlo, ma da parte sua non vi fu vanagloria o arroganza, e dopo che ebbero prestato giuramento, tenne un discorso nel teatro di Antiochia. Giurarono per Vespasiano tutta la Siria, il re Soemio, il re Antioco, il re Erode Agrippa II, sua sorella, le province bagnate dal mare dall'Asia all'Acaia e quelle che si estendevano all'interno verso il Ponto e l'Armenia.
Giuseppe Flavio
Giuseppe Flavio spiega che Vespasiano tornato a Cesarea, dopo aver devastato la regione vicina a Gerusalemme (maggio del 69), ricevette la notizia della caotica situazione a Roma e dell'acclamazione a imperatore di Vitellio. E sebbene Vespasiano fosse bravo sia nell'ubbidire, sia nel comandare, rimase indignato per come Vitellio si era impossessato del potere a Roma. Afflitto da tanti e tali pensieri sul da farsi, non riusciva a pensare alla guerra che stava conducendo contro i Giudei. Gli ufficiali, inoltre, lo incitavano a prendere il potere e accettare l'acclamazione a imperatore, sostenendo che:
(Giuseppe Flavio, La guerra giudaica, IV, 10.3.597-598.)
I soldati si radunarono tutti insieme e, facendosi coraggio l'un l'altro, acclamarono Vespasiano loro imperatore, pregandolo di salvare la Res publica. Al suo iniziale rifiuto, come ci racconta Giuseppe Flavio, sembra che anche i generali cominciassero a insistere, mentre i soldati gli si avvicinavano con le spade in pugno, quasi lo stringessero d'assedio, cominciarono a minacciare di ucciderlo qualora non avesse accettato. E se Vespasiano, in un primo momento, espose le sue ragioni che lo inducevano a rifiutare la porpora imperiale, alla fine non riuscendo a convincerli, accettò l'acclamazione a imperator.
(Giuseppe Flavio, La guerra giudaica, IV, 10.5.605-607.)
Vespasiano decise così di scrivere a Tiberio Alessandro, governatore dell'Egitto e di Alessandria, informandolo di essere stato acclamato imperator dalle truppe in Giudea e che contava sulla sua collaborazione e aiuto. Alessandro, allora, dopo aver dato pubblica lettura al messaggio di Vespasiano, chiese che le legioni e il popolo giurassero fedeltà al nuovo imperatore. In seguito Alessandro si dedicò ai preparativi per accogliere Vespasiano, mentre la notizia si diffondeva in tutto l'Oriente romano e ogni città festeggiava la lieta notizia, compiendo sacrifici per il nuovo imperatore.
Ancora Giuseppe Flavio racconta che quando Vespasiano si trasferì a Berito da Cesarea Marittima, venne raggiunto da numerose ambascerie provenienti dalla provincia di Siria e dalle altre province orientali che gli recavano doni e decreti gratulatori. Giunse anche Muciano, governatore di Siria, a tributargli il suo appoggio e giuramento di fedeltà, insieme a quello dell'intera popolazione provinciale. Anche le legioni di Mesia e Pannonia, che già da tempo avevano dato segni di insofferenza al potere di Vitellio, giurarono con grande entusiasmo la loro fedeltà a Vespasiano.

L'Impero romano al tempo della guerra civile romana (68-69)

#### Guerra contro Vitellio
Il nuovo imperatore, dopo aver assegnato i vari comandi nelle province orientali a lui fedeli e congedato le ambascerie, si trasferì ad Antiochia di Siria, dove si consigliò con i più fidati collaboratori sul da farsi, ritenendo che fosse importante raggiungere Roma prima possibile. Fu così che, una volta affidato un forte contingente di cavalleria e fanteria a Muciano (governatore di Siria), lo inviò in Italia via terra, attraverso Cappadocia e Frigia, poiché la stagione invernale non permetteva un tragitto via mare, considerato l'elevato rischio di naufragio. Contemporaneamente anche Antonio Primo, al comando della Legio III Gallica di stanza nella Mesia, di cui egli era a quel tempo governatore, si dirigeva in Italia per affrontare le armate di Vitellio.
Iniziata dunque la guerra civile, si trasferì da Antiochia ad Alessandria d'Egitto, per controllare anche questa provincia. Raccontano Tacito e Svetonio che durante il suo soggiorno in Egitto si rese protagonista di due "miracoli", ovvero di aver curato gli occhi di un cieco sputandoci sopra e la gamba di uno zoppo toccandogliela con il proprio calcagno (entrambi avevano supplicato il "tocco divino" dell'imperatore come Serapide aveva loro suggerito in sogno). In realtà i suoi medici gli avevano già suggerito che le piaghe potevano essere guarite, quindi il suo gesto, in caso di successo, gli avrebbe portato molta notorietà in quelle terre, e che in caso di insuccesso nulla sarebbe cambiato.
Le sue truppe entrarono in Italia nord orientale sotto il comando di Antonio Primo e sconfissero l'esercito di Vitellio nella seconda battaglia di Bedriaco, saccheggiando quindi Cremona e avanzando su Roma, per poi attestarsi a Otricoli in attesa di rinforzi dalla Siria. Vitellio, che nel frattempo era rientrato a Roma, cercò a questo punto di prendere tempo e di accordarsi con il fratello del suo rivale, Flavio Sabino, promettendogli di abdicare e cento milioni di sesterzi per aver salva la vita (18 dicembre del 69), nascondendo la notizia della sua disfatta.
(Svetonio, Vita di Vitellio, 15)

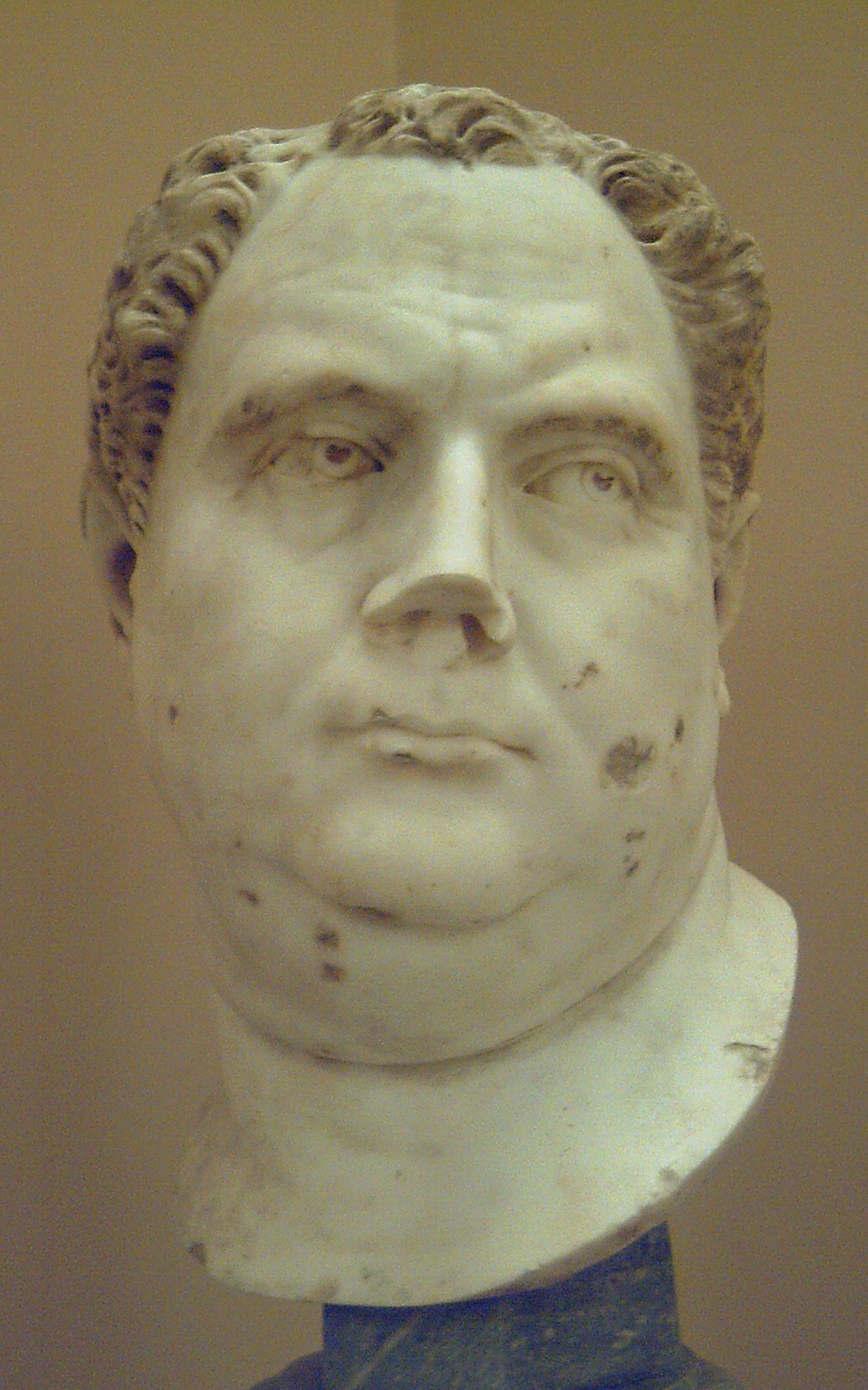
Ritratto di Vitellio, rivale di Vespasiano per la porpora imperiale

Poiché gran parte dei soldati (quelli delle legioni germaniche) e del popolo si opponevano a che abbandonasse il potere, esortandolo a non perdersi d'animo, si riprese e attaccò Flavio Sabino e i suoi partigiani, costringendoli ad asserragliarsi sul Campidoglio, dove nel corso dello scontro il Tempio di Giove Ottimo Massimo fu dato alle fiamme e i soldati saccheggiarono i doni votivi, mentre buona parte dei partigiani dei Flavi, tra cui Sabino, perse la vita.
(Svetonio, vita di Vitellio, 15.)
Il giovane figlio di Vespasiano, Domiziano, che era con lo zio, riuscì a scampare alla strage, travestendosi da sacerdote di Iside, e si nascose nella casa al Velabro di Cornelio Primo, un cliente di suo padre. Poco dopo, Vitellio, pentito di quanto aveva commesso e dandone la colpa ad altri, convinse il Senato a inviare ambasciatori, insieme a delle vergini Vestali, per chiedere la pace, o comunque una tregua. Il giorno seguente, un esploratore lo informò che reparti di Vespasiano si stavano avvicinando. Tormentato se scappare in Campania o rimanere a Roma, preferì rientrare a palazzo, «come se avesse ottenuto la pace».
(Svetonio, Vita di Vitellio, 16)
Le truppe di Antonio Primo, una volta trovatolo nei palazzi imperiali, seppur non avendolo riconosciuto inizialmente, poiché ubriaco e rimpinzato di cibo più del solito, avendo compreso che la fine era ormai vicina, lo condussero nel Foro romano. Qui attraverso l'intera via Sacra, con le mani legate, un laccio al collo e la veste strappata, lungo l'intero percorso, Vitellio venne fatto oggetto di ogni ludibrio a gesti e con parole, mentre era condotto con una punta di spada al mento e la testa tenuta indietro per i capelli, come si fa con i criminali. Alla fine venne scannato per le vie di Roma, dopo otto mesi e cinque giorni di regno:
(Svetonio, Vita di Vitellio, 16.)
Il 21 dicembre, il giorno dopo l'ingresso delle truppe di Antonio Primo in Roma, e l'uccisione di Vitellio il Senato proclamò Vespasiano imperatore e console con il figlio Tito, mentre il secondogenito Domiziano veniva eletto pretore con potere consolare. Il 22 dicembre anche Muciano raggiunse Roma, entrando in città al comando delle sue truppe e mettendo fine alle stragi che si stavano perpetrando dagli uomini di Antonio, alla ricerca dei soldati di Vitellio e di quei cittadini che si erano schierati dalla sua parte. Si contarono più di cinquantamila morti dopo questi scontri. Muciano accompagnò, quindi, Domiziano nel Foro romano e lo raccomandò al popolo romano come Cesare e reggente fino all'arrivo del padre dall'Oriente, mentre il giovane principe pronunciò loro un discorso.
Il popolo allora, finalmente libero da Vitellio e dai vitelliani, acclamò Vespasiano imperatore, celebrando l'inizio di un nuovo principato e la fine di Vitellio. Frattanto Vespasiano, che era giunto ad Alessandria d'Egitto, fu raggiunto dalla notizia che Vitellio era morto e che il popolo di Roma lo aveva proclamato imperatore (fine dicembre del 69). Giunsero, quindi, numerose ambascerie a congratularsi con lui da ogni parte del mondo, ora era diventato suo. Vespasiano, ansioso di salpare per la capitale non appena fosse terminato l'inverno, spedì il figlio Tito con ingenti forze a conquistare Gerusalemme e porre fine alla guerra in Giudea.

### Principato (69-79)
E mentre Tito stringeva d'assedio Gerusalemme, Vespasiano si imbarcò ad Alessandria su una nave da carico, per poi approdare all'isola di Rodi; da qui continuò il viaggio su triremi ricevendo accoglienze festose in qualunque città egli decidesse di fermarsi lungo il percorso. Dalla Ionia, infine, passò in Grecia, poi all'isola di Corcira e da qui al promontorio Iapigio, da dove proseguì via terra per la capitale. Giuseppe Flavio racconta che Vespasiano fu accolto festosamente in tutte le città d'Italia, ma soprattutto a Roma dove ricevette accoglienze entusiastiche sia da parte del popolo sia delle più importanti personalità cittadine, provandone una grandissima soddisfazione.
(Giuseppe Flavio, La guerra giudaica, VII, 4.1.65.)
(Giuseppe Flavio, La guerra giudaica, VII, 4.1.70-73.)
Giunto così a Roma nella primavera del 70, Vespasiano dedicò fin dall'inizio ogni sua energia a riparare i danni causati dalla guerra civile. Restaurò la disciplina nell'esercito che sotto Vitellio era stata piuttosto trascurata, e con la cooperazione del Senato, riportò il governo e le finanze su solide basi.
(Svetonio, Vita di Vespasiano, 8)

#### Amministrazione finanziaria
Chiese l'esazione delle imposte non pagate sotto Galba, introducendone poi di nuove e ancora più gravose (fra le quali il fiscus iudaicus e quella sui vespasiani); aumentò i tributi delle province, anche raddoppiandoli in alcuni casi; ebbe nel complesso un occhio attento sulle finanze pubbliche. Sembra infatti che la sua sia stata, in realtà, una illuminata economia, che, nello stato disordinato delle finanze di Roma, era una necessità assoluta a causa dell'immensa povertà in cui versava sia il fiscus sia l'aerarium.
(Svetonio, Vita di Vespasiano, 16)
Un celebre aneddoto riferisce che egli mise una tassa sugli orinatoi (gabinetti pubblici, che da allora vengono chiamati anche vespasiani). Rimproverato dal figlio Tito, che riteneva la cosa sconveniente, gli mise sotto il naso il primo danaro ricavato, chiedendogli se l'odore gli dava fastidio («Pecunia non olet» ovvero «il denaro non ha odore», quale che ne sia la provenienza); e dopo che questi gli rispose di no, aggiunse «eppure proviene dall'orina». Attraverso l'esempio della sua semplicità di vita, mise alla gogna il lusso e la stravaganza dei nobili romani e iniziò sotto molti aspetti un marcato miglioramento del tono generale della società.

#### Amministrazione interna
Riforma di Senato, ordine equestre e guardia pretoriana
Uno dei provvedimenti maggiormente importanti di Vespasiano fu la promulgazione della lex de imperio Vespasiani, in seguito alla quale egli e gli imperatori successivi governeranno in base alla legittimazione giuridica e non più in base a poteri divini come avevano fatto i Giulio-Claudii. Questo provvedimento può essere riassunto in due formule: «il principe è svincolato dalle leggi» (princeps a legibus solutus est); «quanto piace al principe ha vigore di legge» (quod placuit principi legis habet vigorem).
Come censore (nel 73) riformò il Senato e l'ordine equestre, rimuovendone i membri inadatti e indegni e promuovendo uomini abili e onesti, sia tra gli Italici sia tra i provinciali, quali Gneo Giulio Agricola. Allo stesso tempo, rese questi organismi più dipendenti dall'imperatore, esercitando la sua influenza sulla loro composizione. Diede una pensione di cinquecentomila sesterzi all'anno ai consolari poveri. Svetonio aggiunge:
(Svetonio, Vita di Vespasiano, 9)
Cambiò lo statuto della guardia pretoriana, formata da nove coorti.
Riforma giudiziaria
Gli elenchi dei processi si erano allungati in modo esponenziale, poiché alle precedenti liti ancora pendenti, soprattutto a causa dell'interruzione dovuta alla precedente guerra civile, se ne erano aggiunte di nuove. Vespasiano allora sorteggiò alcuni giudici per restituire i beni trafugati durante la guerra civile e dirimere, con giustizia straordinaria, e ridurre ai minimi termini tutte le vertenze di competenza dei centumviri, poiché in alternativa non sarebbe bastata una vita ai litiganti per trovare una soluzione.
E poiché la lussuria e la libidine si erano largamente diffusi in questo periodo, fece decretare dal Senato che ogni donna libera, che si fosse concessa a uno schiavo di altri, venisse considerata anch'essa una schiava; che gli usurai, quando avessero concesso un prestito a un figlio di famiglia, non potessero esigerne la restituzione neppure dopo la morte del padre.

#### Politica sociale e opere pubbliche

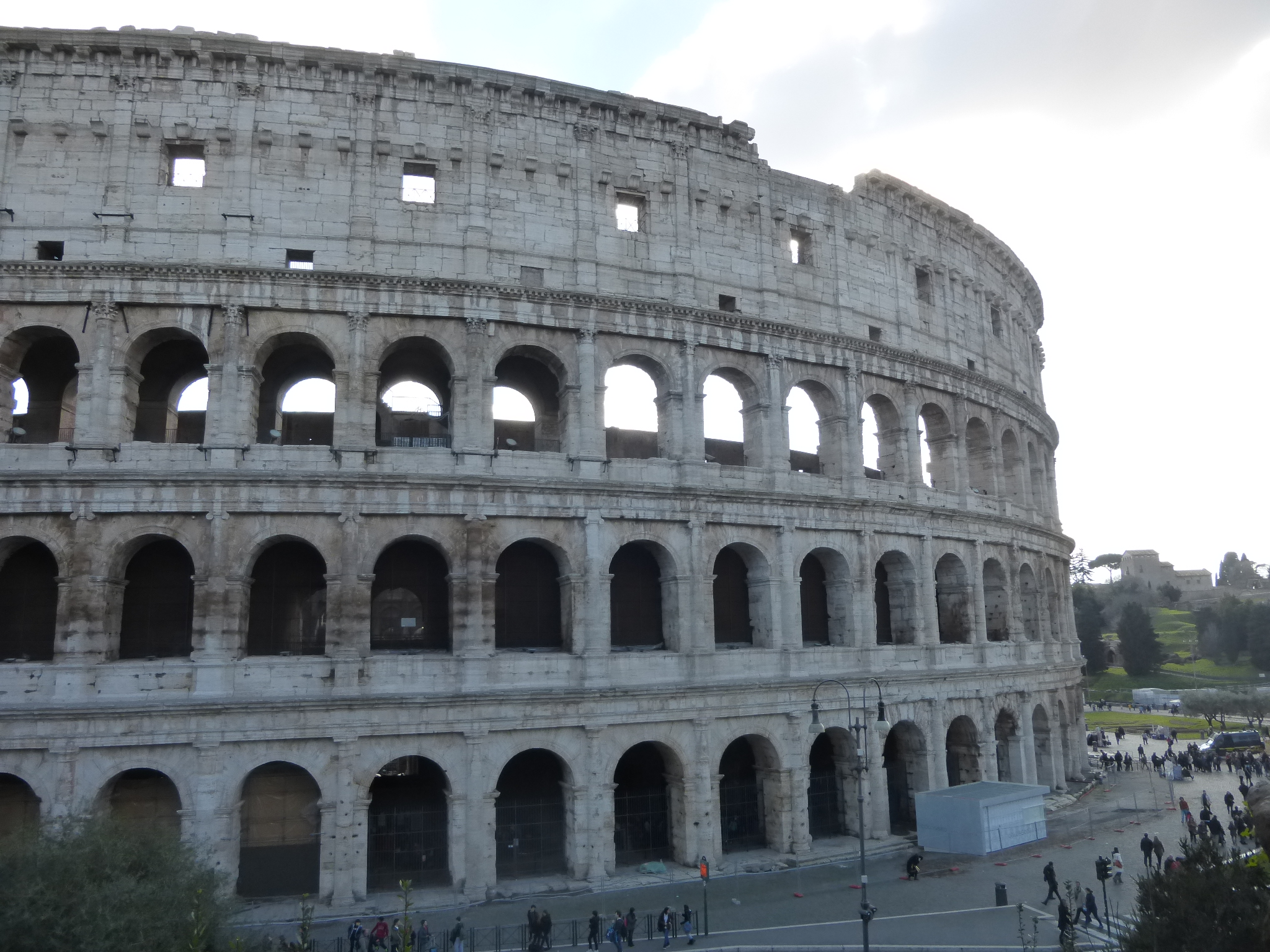
Il Colosseo a Roma: iniziato da Vespasiano nel 72, fu ultimato da Tito nell'80

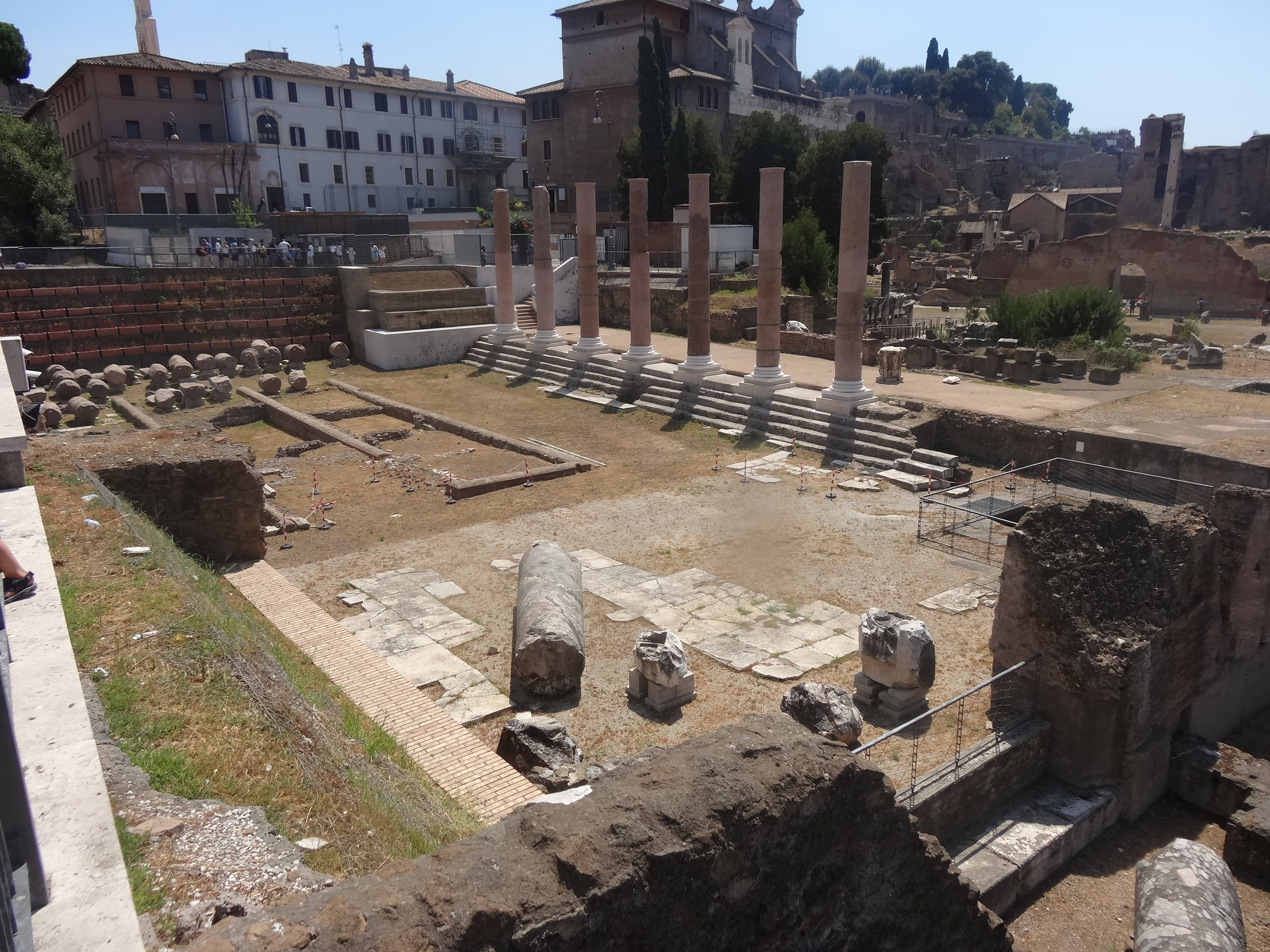
Resti del Tempio della Pace, eretto tra il 71 e il 75

Spesso Vespasiano offriva banchetti sontuosi (epulae) per far guadagnare i macellai. In occasione dei Saturnalia offriva doni agli uomini, alle calende di marzo alle donne (1º marzo, vedi festività romane). Nel 73 Vespasiano e Tito rivestirono una magistratura repubblicana ormai quasi dimenticata, la censura, con l'obiettivo di ampliare il pomerium, ovvero il confine sacro della città, e iniziare una generale ristrutturazione urbanistica.
(Svetonio, Vita di Vespasiano, 8)
Molto danaro fu speso in lavori pubblici e in restauri e abbellimenti di Roma:
- ricostruì il Campidoglio, dando lui stesso una mano a rimuovere le macerie e trasportandole personalmente in spalla; in questa circostanza fece rifare tremila tavole in bronzo, andate completamente distrutte nel recente incendio, dove erano conservati i senatoconsulti fin quasi dalla fondazione della città, i plebiscita, i trattati e le alleanze;[28]
- iniziò la costruzione di un nuovo e funzionale foro, il terzo dopo quelli di Cesare e Augusto, con annesso un tempio dedicato alla Pace.[74] Il grandioso complesso fu decorato con le statue raccolte da Nerone in Grecia e in Asia Minore, antichi capolavori di pittura e di scultura, oltre che con la suppellettile d'oro presa nel tempio dei Giudei, di cui Vespasiano andava fiero.[80] Si trovava accanto al foro di Augusto, separato solo dall'Argileto, antica strada tra Foro Romano ed Esquilino risistemata poco dopo sotto Domiziano con la costruzione del Foro Transitorio. Definito dai contemporanei come una delle meraviglie del mondo,[81] venne iniziato da Vespasiano (nel 74) e concluso dal figlio Domiziano;
- portò a termine sul Celio il tempio del Divo Claudio, iniziato da Agrippina ma quasi interamente demolito da Nerone fino alle fondamenta;[74]
- dispose la costruzione nonché la tassazione di numerosi orinatoi, che presero il nome di "vespasiani";
- realizzò, infine, un grandioso anfiteatro, il Colosseo, simbolo ancora oggi dell'antica Roma, nell'area che sapeva essere stata a ciò destinata da Augusto.[74][82]
- fece inoltre ampliare un altro grande anfiteatro, l'arena di Pola, che fu costruita nella prima metà del I secolo d.C.

Vespasiano, infine, fece potenziare e manutenere i più importanti tratti viari della penisola e in particolare le vie Appia, Salaria e Flaminia. Ci è noto anche che la statua colossale di Nerone, che era situata nel vestibolo della Domus Aurea, in summa sacra via. Il successivo incendio della Domus Aurea danneggiò il monumento che fu restaurato da Vespasiano, il quale lo convertì in una rappresentazione del dio Sole.

#### Impulsi culturali

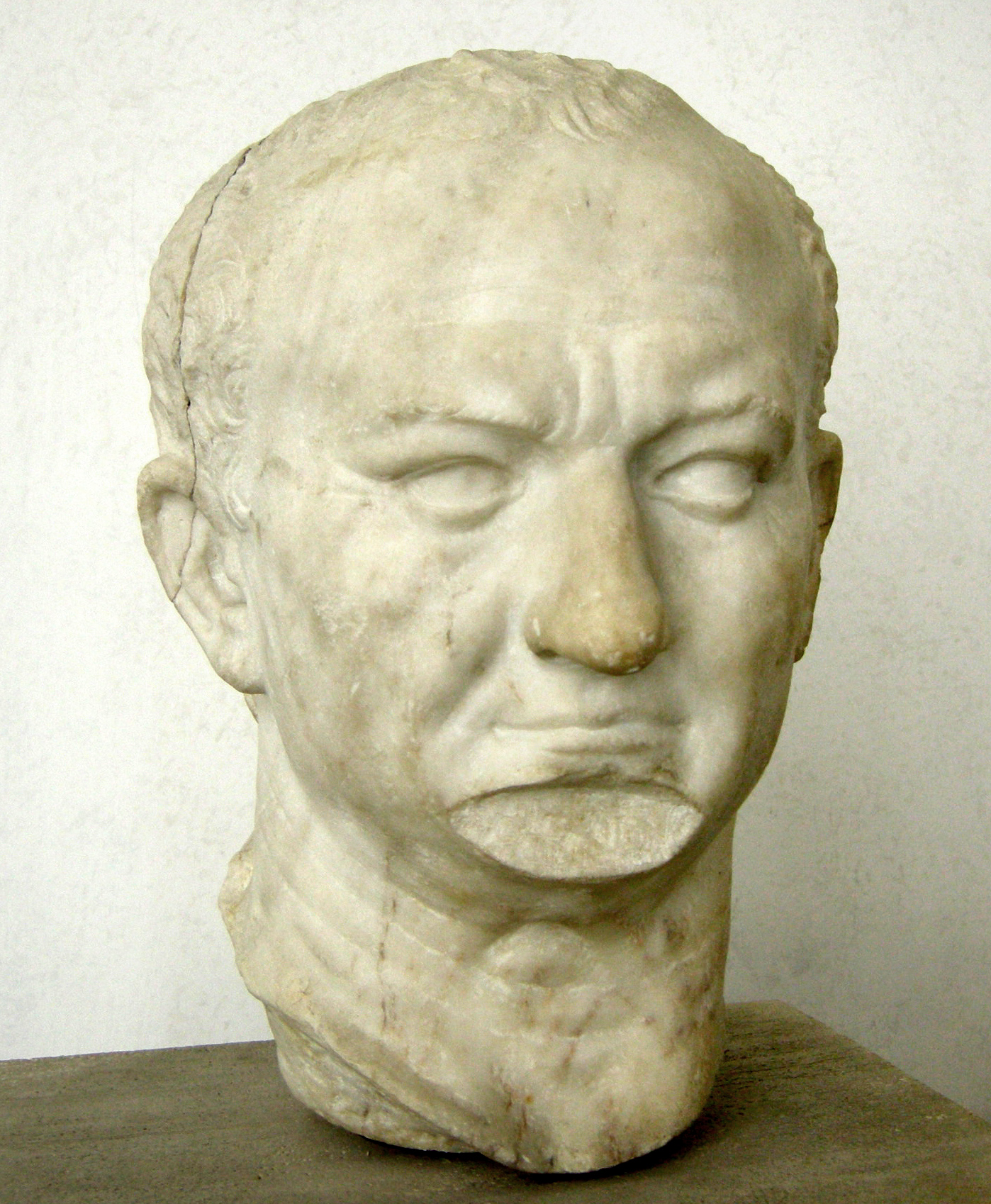
Ritratto di Vespasiano, ritratto onorario dopo la morte (Museo delle Terme, Roma)

Vespasiano fu generoso verso senatori e cavalieri impoveriti, verso moltissime città devastate da terremoti o incendi, favorendo anche gli ingegni e le arti. Egli fu, infatti, il primo imperatore a stanziare una somma di centomila sesterzi all'anno a favore di retori greci e latini, a spese del fiscus. Versò numerosi congiaria ai poeti più importanti, ai migliori artigiani, come quello che restaurò la Venere di Coo e il Colosso di Nerone. Altri ricevettero un vitalizio di più di mille pezzi d'oro all'anno. Si dice che Marco Fabio Quintiliano fosse il primo pubblico insegnante a godere del favore imperiale. Svetonio racconta che:
(Svetonio, Vita di Vespasiano, 18)
(Svetonio, Vita di Vespasiano, 19)
Si aggiunga che i maestri della filosofia stoica e scettica, attivi in Roma, erano stati perseguitati per la loro opposizione al regime di Vespasiano. Ostilio e Demetrio erano stati mandati in esilio ed Elvidio Prisco, che si era rifiutato di riconoscere Vespasiano quale imperatore, fu messo a morte. Il potere imperiale considerava intollerabile la loro indipendenza di giudizio e se essi generalmente non erano politicamente attivi, erano però moralmente autorevoli e le loro critiche erano tanto più pericolose in quanto venivano diffuse pubblicamente tra i loro allievi.
La grande opera di Plinio il Vecchio, Naturalis historia, fu scritta durante il regno di Vespasiano e dedicata a suo figlio Tito. Alcuni filosofi, avendo parlato con rimpianto dei tempi d'oro della Repubblica, e quindi indirettamente incoraggiato cospirazioni, indussero Vespasiano a rimettere in vigore le leggi penali contro questa professione ormai obsoleta; solo uno di essi, Elvidio Prisco, fu messo a morte, perché aveva affrontato l'imperatore con insulti studiati. "Non ucciderò un cane che mi abbaia contro", sono parole che esprimono il carattere di Vespasiano.

#### Organizzazione dell'esercito

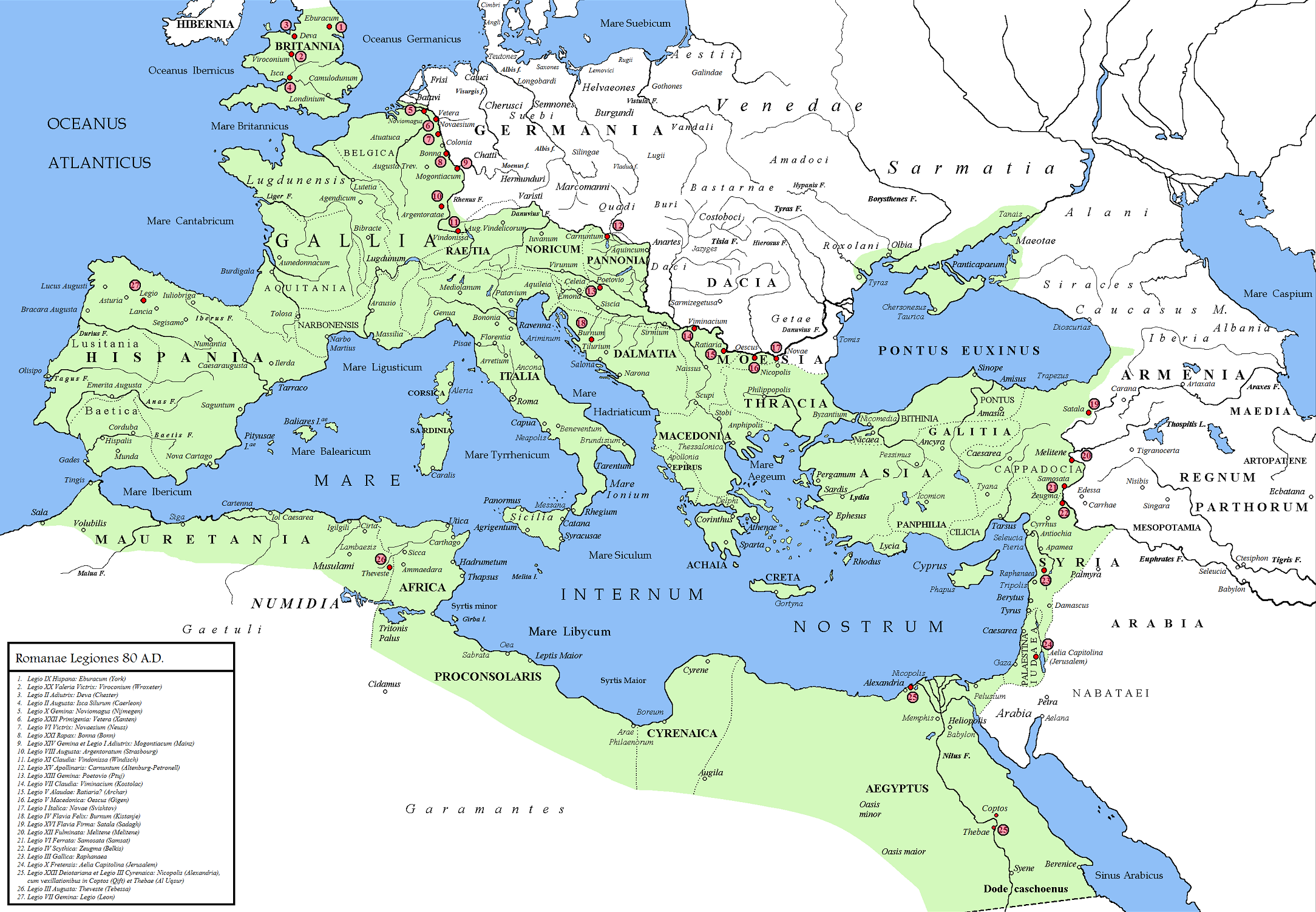
Il mondo romano dopo la morte di Vespasiano e la relativa dislocazione delle legioni romane

Con Vespasiano venne ripristinata l'antica disciplina militare, ma soprattutto si preoccupò di evitare che l'eccessivo lealismo/devozione delle legioni ai propri comandanti potesse generare una nuova guerra civile. La caduta di Nerone era seguita da una lotta che aveva, non solo portato distruzione nella penisola italica e dissanguato le casse dello Stato, ma aveva coinvolto numerosi eserciti (da quello renano, a quello danubiano e orientale). Fu necessario porre rimedio a ciò attraverso una nuova serie di riforme, che completasse quanto era già stato fatto durante la dinastia giulio-claudia:
- al termine della guerra civile e della rivolta dei Batavi, sciolse ben quattro legioni che avevano trascinato nel fango le proprie insegne macchiandosi di disonore (I Germanica, IV Macedonica, XV Primigenia e XVI Gallica[87]) e ne riformò tre nuove (II Adiutrix Pia Fidelis,[88] IV Flavia Felix,[87] e XVI Flavia Firma[87]) dando la possibilità ad alcuni di fare pubblica ammenda;
- avendo trovato le casse dell'aerarium militare pressoché vuote, mise in atto tutta una serie di azioni per ripristinare la precedente situazione finanziaria alla guerra civile;
- data inoltre la crescente scarsità di reclute (cosa che da tempo rappresentava un problema insanabile) decise di aumentare l'impiego di truppe ausiliarie provinciali (raddoppiando in molte unità il numero degli effettivi, passando da 500 a 1 000 armati, ovvero trasformandole da quingenariae a milliariae), facendo in modo che le generazioni future avessero un numero maggiore di potenziali cittadini romani da arruolare nelle legioni.[89] Di contro si andava a creare una vera e propria rarefazione dell'elemento italico a vantaggio di quello provinciale, pur non producendo mutamenti sostanziali nel valore militare complessivo;[90]
- al fine di aumentare la capacità difensiva dei confini imperiali per tutta la loro lunghezza (oltre 9 500 km terrestri), dispose di ricostruire numerose fortezze legionarie in pietra e in posizioni strategicamente migliori, in modo da non trascurare la sicurezza delle legioni ivi acquartierate;[91]
- non trascurò il fatto che le truppe di confine, quando rimanevano inattive per troppo tempo, in un ambiente ospitale (soprattutto in Oriente), perdevano la loro capacità di combattere. Queste truppe, non avendo infatti una prospettiva immediata di guerra o di bottino, rischiavano di perdere la proverbiale disciplina e deteriorarsi. Solo un allenamento costante poteva preservare le capacità di combattimento, anche in tempo di pace, ben sapendo che dai primi accampamenti "rurali" (circondati dalle sole campagne) si era ormai passati a fortezze che andavano sempre più acquisendo una tipica atmosfera urbana (canabae);[92]
- tornò all'ordinamento augusteo, riducendo le coorti pretoriane a nove, e ancora una volta quingenarie,[93] le quali furono aumentate poi dal figlio Domiziano fino a dieci.[94]
- La riforma della prima coorte potrebbe essere avvenuta all'epoca di Augusto o forse al tempo dei Flavi.[95] Si trattava di una coorte milliare, vale a dire di dimensioni doppie rispetto alle altre nove coorti, con cinque manipoli (non quindi sei) di 160 armati ciascuna (pari a 800 legionari), a cui era affidata l'aquila della legione.[95] Primo esempio di costruzioni che ne ospitassero una coorte di queste dimensioni la troviamo nella fortezza legionaria di Inchtuthill in Scozia.[96]

#### Politica estera e provinciale
Ridusse nuovamente a provincia l'Acaia (abrogando il provvedimento di Nerone che le aveva concesso l'indipendenza), unì le due province di Licia e Panfilia, annesse Rodi, Samotracia, Bisanzio e Samo, e fece lo stesso con la Cilicia Trachea e la Commagene, che fino ad allora erano state governate da re.

##### In Oriente

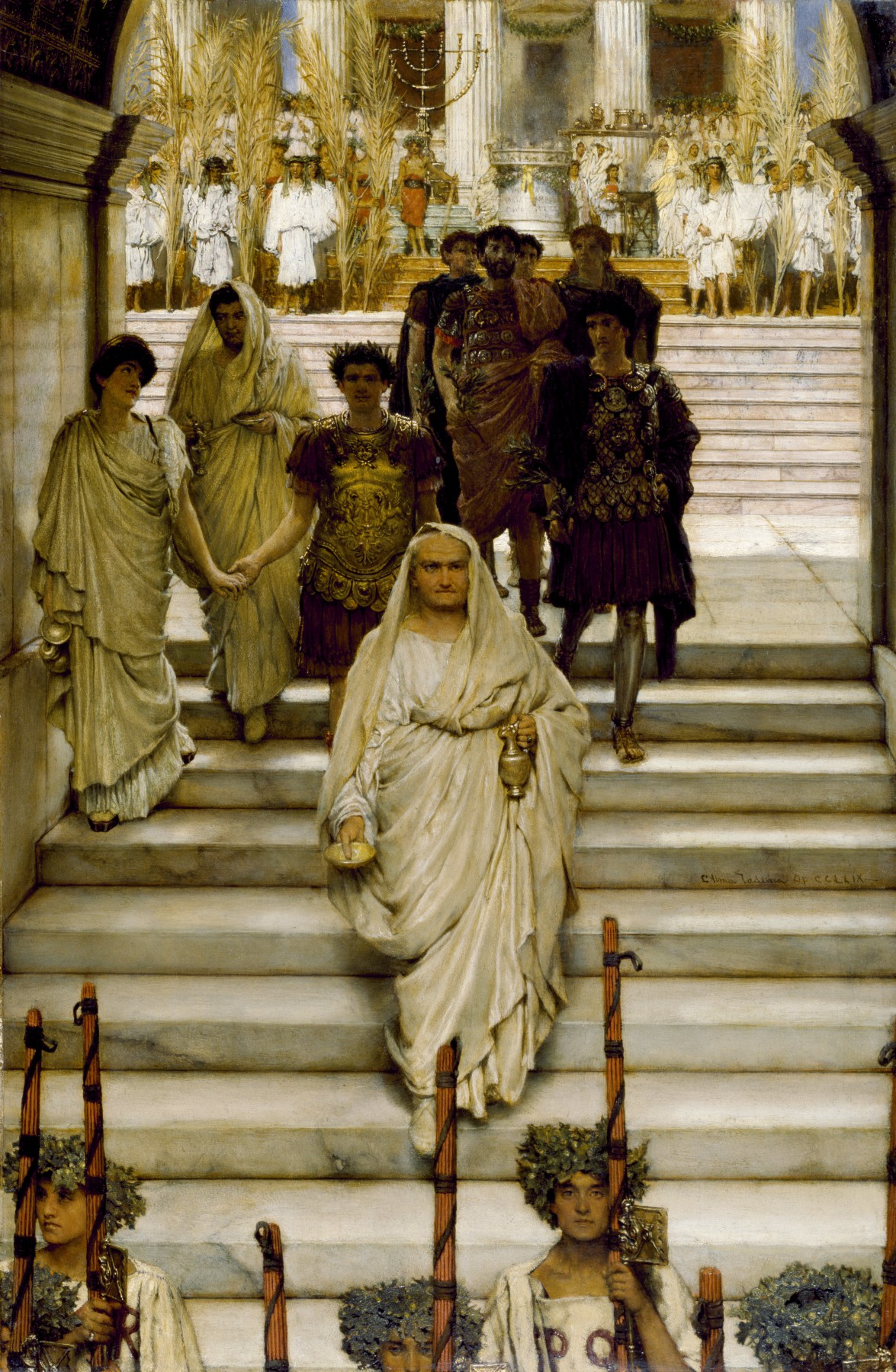
Vespasiano e Tito durante la cerimonia del trionfo (Alma Tadema, 1885)

La prima guerra giudaica fu la prima delle tre importanti ribellioni degli Ebrei della provincia Giudea contro il potere imperiale. La provincia era da tempo una regione turbolenta con aspre violenze tra varie sette giudaiche in competizione e con una lunga storia di ribellioni. La collera degli Ebrei verso Roma era alimentata dai furti nei loro templi e dall'insensibilità romana – Tacito parla di disgusto e repulsione – verso la loro religione. Gli ebrei iniziarono i preparativi per la rivolta armata. I primi successi, compreso il respinto primo assedio di Gerusalemme, e la battaglia di Beth Horon non fecero che sollecitare maggiore attenzione da Roma, dove Nerone incaricò il generale Vespasiano di spegnere la rivolta.
Vespasiano guidò le sue forze in una pulizia etnica delle aree in rivolta. Con l'anno 68, la resistenza ebraica nel Nord era stata soffocata. La guerra in Giudea fu conclusa da Tito con la conquista di Gerusalemme nel 70. Sesto Giulio Frontino ricorda che l'ultimo baluardo difensivo dei Giudei fu sconfitto durante la festività ebraica della Shabbat. Contemporaneamente, in Oriente, veniva sedata nel sangue dal figlio Tito una difficile rivolta in Giudea, al termine della quale fu conquistata Gerusalemme (nel 70).

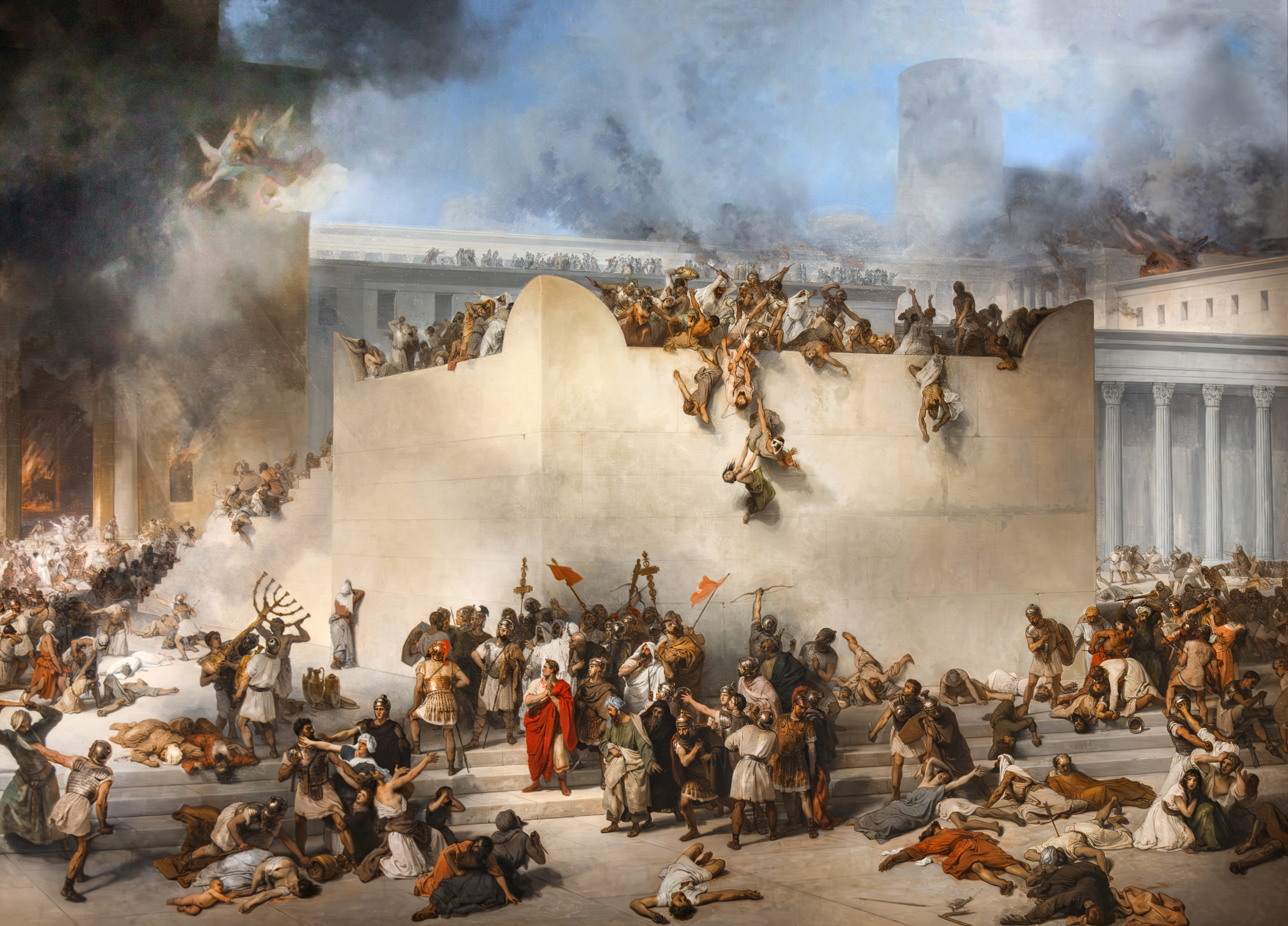
La distruzione del Tempio di Gerusalemme nel 70, da un dipinto di Francesco Hayez conservato a Venezia

In seguito a questi eventi due legioni furono trasferite lungo il fiume Eufrate in Cappadocia (la XII Fulminata e la XVI Flavia Firma). Le ultime resistenze si opposero a Roma ancora per qualche anno, prima di cadere, portando all'assedio di Masada del 73 e al secondo assedio di Gerusalemme.
Il figlio Tito, dopo aver portato a termine il difficile assedio di Gerusalemme, si imbarcò per l'Italia (inizi del 71), disponendo che i due capi della rivolta, Simone e Giovanni, insieme ad altri 700 prigionieri, scelti per statura e prestanza fisica, fossero inviati a Roma per essere trascinati in catene in trionfo. Giunto nella capitale, gli venne riservata un'accoglienza entusiasta da parte della folla cittadina. Pochi giorni più tardi, il padre Vespasiano accettò di celebrare un unico trionfo, sebbene il Senato ne avesse decretato uno per ciascuno. Una volta avvisata circa la data della cerimonia trionfale, l'immensa popolazione di Roma uscì a prendere posto dovunque si potesse stare, lasciando libero solo il passaggio per far sfilare il corteo.
Negli anni seguenti, dopo il trionfo congiunto di Vespasiano e Tito sui Giudei, memorabile come prima occasione in cui padre e figlio furono associati nel trionfo, il Tempio di Giano fu chiuso, e il mondo romano fu in pace per i restanti nove anni del regno di Vespasiano. La pace di Vespasiano divenne proverbiale. Distrutto, quindi, il tempio di Gerusalemme e dispersa la popolazione, gli ebrei non furono altrimenti perseguitati sotto Vespasiano e Tito. Lo stesso re Agrippa II e le sorelle Berenice e Drusilla vivevano a Roma, intimi dei Flavi, e una colonia di ebrei viveva nella capitale libera di praticare la propria religione, salvo essere tenuti a pagare il fiscus iudaicus.
A partire dal 71 Vespasiano, infatti, ordinò all'allora legatus Augusti pro praetore Sesto Lucilio Basso e al procurator Augusti Laberio Massimo di assoggettare tutto il territorio della Giudea al regime di locazione in affitto. L'imperatore non costituì su questo territorio alcuna nuova città, disponendo che quella regione diventasse come una sua proprietà privata. A soli 800 soldati mandati in congedo permise loro di costituire una colonia nella località chiamata Emmaus (a 30 stadi da Gerusalemme). Impose a tutti i Giudei, ovunque risiedessero, una tassa di due dracme ciascuno da versare ogni anno al Campidoglio, in sostituzione di quella versata al tempio di Gerusalemme (fiscus iudaicus). Questa fu la sistemazione che venne data alla Giudea.
Nel quarto anno di regno di Vespasiano (dal luglio del 72), Antioco, re della Commagene, fu implicato in vicende tali che lo portarono a dover rinunciare al trono del regno "cliente" di Commagene a vantaggio di un'annessione romana. Giuseppe Flavio racconta che il governatore di Siria, Lucio Cesennio Peto, non sappiamo se in buona o cattiva fede nei confronti di Antioco, mandò una lettera a Vespasiano accusando lo stesso regnante, insieme con suo figlio Epifane, di volersi ribellare ai Romani e di aver già preso accordi con il re dei Parti. Bisognava prevenirli per evitare una guerra che coinvolgesse l'Impero romano.

Il regno di Commagene al momento dell'annessione all'Impero romano nel 72

Giuntagli una simile denuncia, l'imperatore non poté non tenerne conto, tanto più che la città di Samosata, la maggiore della Commagene, si trova sull'Eufrate, da dove i Parti avrebbero potuto passare il fiume ed entrare facilmente entro i confini imperiali. Così Peto venne autorizzato ad agire nel modo più opportuno. Il comandante romano allora, senza che Antioco e i suoi se l'aspettassero, invase la Commagene alla testa della legio VI Ferrata e di alcune coorti e ali di cavalleria ausiliaria, oltre a un contingente di alleati dei re Aristobulo di Calcide e Soemo di Emesa.
L'invasione avvenne senza colpo ferire, poiché nessuno si oppose all'avanzata romana o provò a resistere. Una volta venuto a conoscenza di questi fatti, Antioco, non ritenendo opportuno muovere guerra ai Romani, preferì abbandonare il regno, allontanandosi di nascosto su un carro con moglie e figli. Giunto a centoventi stadi dalla città verso la pianura, qui si accampò. Frattanto Peto inviò un distaccamento a occupare Samosata con un presidio, mentre con il resto dell'esercito si diresse alla ricerca di Antioco.
I figli del re, Epifane e Callinico, che non si rassegnavano a perdere il regno, preferirono impugnare le armi e tentarono di fermare l'armata romana. La battaglia divampò violenta per un'intera giornata; ma anche dopo questo scontro dall'esito incerto Antioco preferì fuggire con la moglie e le figlie in Cilicia. L'avere abbandonato figli e sudditi al loro destino generò nel morale delle sue truppe un tale sconcerto che alla fine i soldati commageni preferirono consegnarsi ai Romani. Al contrario il figlio Epifane, accompagnato da una decina di soldati a cavallo, attraversò l'Eufrate e si rifugiò presso il re dei Parti Vologase, il quale lo accolse con tutti gli onori.
Antioco giunse a Tarso in Cilicia, ma qui venne catturato da un centurione inviato da Peto a cercarlo. Arrestato, fu mandato a Roma in catene. Vespasiano però, rispettoso dell'antica amicizia, ordinò che durante il viaggio fosse liberato dalle catene e lo fece fermare a Sparta. Qui gli concesse cospicue rendite, al fine di poter mantenere un tenore di vita da re. Quando queste informazioni giunsero al figlio Epifane e agli altri famigliari, che avevano temuto per la sorte del padre, si sentirono liberati da una grave peso e cominciarono a sperare di potersi riconciliare con l'imperatore.
Chiesero pertanto a Vologase di potergli scrivere per perorare la loro causa. Essi, pur venendo trattati bene, non riuscivano ad adattarsi a vivere al di fuori dell'Impero romano. Vespasiano concesse loro, generosamente, di trasferirsi senza paura a Roma insieme al padre, con la promessa che sarebbero stati trattati con ogni riguardo. Pochi anni più tardi Vespasiano non accettò l'invito di Vologase, re dei Parti, di inviargli come alleato un esercito comandato da uno dei suoi figli, malgrado le insistenze dei figli Tito e Domiziano per essere prescelti nella guida di questa spedizione.

##### In Europa

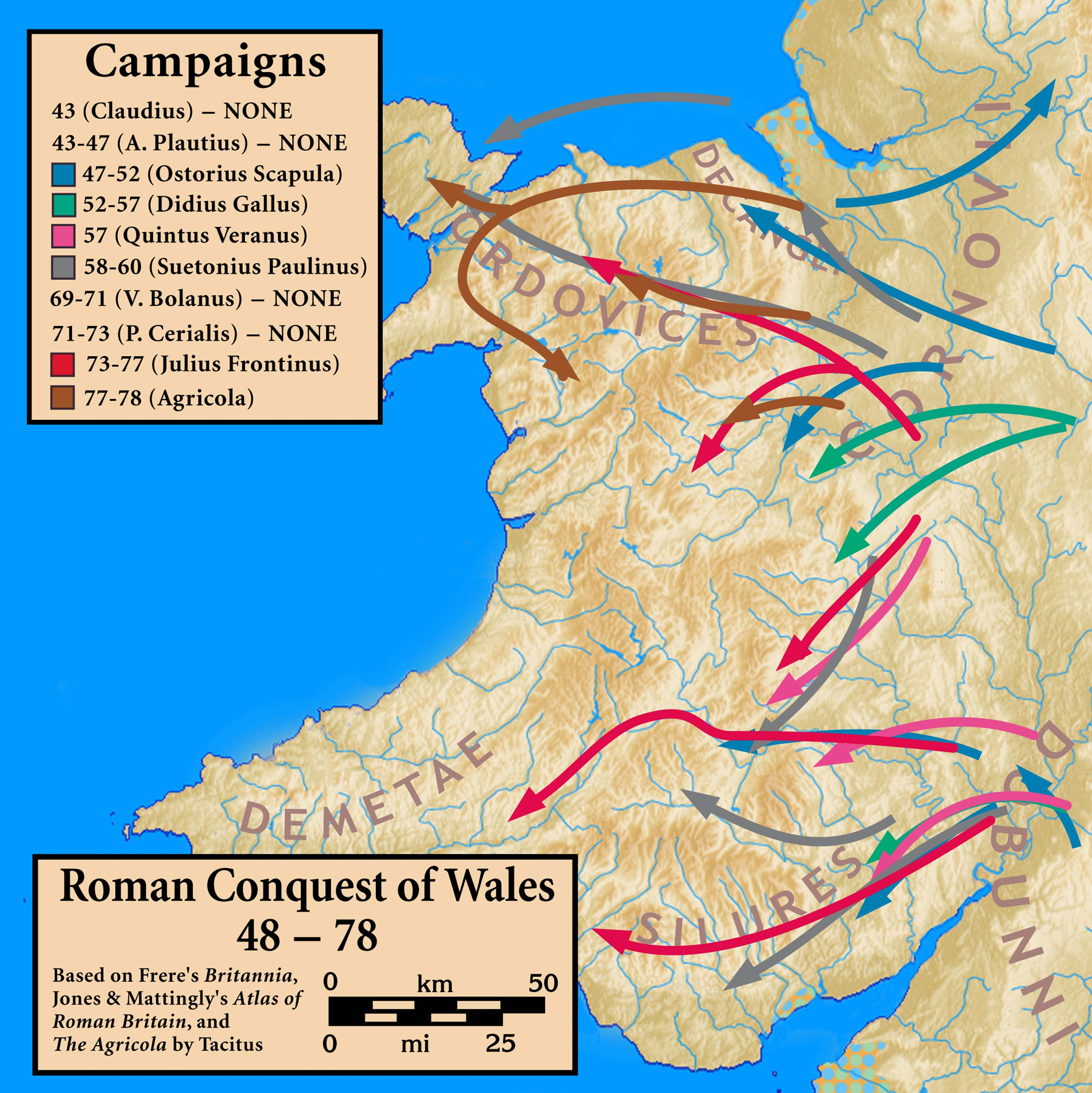
La conquista del Galles da parte dei Romani (43-78)

Rimasto unico imperatore, Vespasiano, al termine della guerra civile (68-69), procedette in Occidente a soffocare una difficile rivolta tra i Batavi, ispirata dalla sacerdotessa Velleda. Al suo termine della quale le frontiere lungo il Reno furono consolidate con una nuova riorganizzazione che portò anche allo scioglimento di quattro legioni (la I Germanica, IV Macedonica, XV Primigenia e XVI Gallica) e la loro sostituzione con altrettante (II Adiutrix Pia Fidelis, IV Flavia Felix, VII Gemina o Hispana o Galbiana e XVI Flavia Firma).
Contemporaneamente alla rivolta batava si verificò un'invasione da parte delle popolazioni sarmatiche dei Roxolani (nel 70). Essi passarono a sud del Danubio e, giunta inaspettatamente con grande violenza sulla vicina provincia romana di Mesia, sterminarono un gran numero dei soldati disposti a difesa del confine. Lo stesso legatus Augusti pro praetore, Gaio Fonteio Agrippa, che si era fatto loro incontro attaccandoli con grande coraggio, venne ucciso. Devastarono, quindi, l'intero territorio che gli si apriva davanti, saccheggiando ovunque giungessero.
Vespasiano allora, informato dell'accaduto e di quanto fosse stata devastata la Mesia, inviò a punire i Sarmati Rubrio Gallo, il quale poco dopo li affrontò in battaglia ottenendo una vittoria schiacciante e costringendo i superstiti a ritirarsi nei loro territori. Terminata l'invasione, Gallo provvide a fortificare nuovamente le frontiere provinciali, disponendo in quel settore di limes nuove guarnigioni più numerose e meglio fortificate «sì che passare il fiume era per i barbari del tutto impossibile».
Nuove turbolenze in Britannia iniziarono nel 69, anno dei quattro imperatori. Di fronte al disordine che si era ormai diffuso all'intero Impero romano, Venuzio, della popolazione dei Briganti, cacciò l'ex moglie Cartimandua, regina alleata dei Romani, e assunse il controllo del Nord del paese. Con la salita al potere di Vespasiano, il nuovo governatore dell'isola, Quinto Petillio Ceriale, pose fine alla rivolta. Negli anni successivi i Romani ripresero la conquista dell'isola. Il governatore Gneo Giulio Agricola, suocero dello storico Tacito e da sempre fedele a Vespasiano, cominciò infatti a sottomettere gli Ordovici nel 77-78 (Galles settentrionale).
L'obiettivo era quello di occupare anche la Caledonia, nella parte settentrionale dell'isola (l'attuale Scozia). L'anno seguente Vespasiano morì e non poté assistere ai successi di Agricola. In Germania fu Vespasiano a cominciare l'avanzata in quei territori poi denominati Agri Decumates (posizionati tra Germania superiore e Rezia), grazie alle campagne del Legatus Augusti pro praetore della Gallia Lugdunensis, un certo Gneo Pinario Cornelio Clemente nel 74, il quale ricevette gli ornamenta triumphalia per le imprese vittoriose in Germania. Furono creati, infatti, i forti di Schleitheim, Hüfingen, Rottweil, Waldmossingen, Offenburg e Riegel am Kaiserstuhl.

### Morte
Fu capace di scherzare anche nei suoi ultimi momenti di vita, quando esclamò: «Purtroppo temo che mi stia trasformando in un Dio» (in latino: "Vae, puto deus fio"). Egli continuava, però, a compiere i suoi doveri di imperatore, ricevendo anche le legazioni mentre stava a letto. Sentendosi infine morire per un improvviso attacco di dissenteria, esclamò: «Un imperatore deve morire in piedi». E mentre tentava di alzarsi, spirò tra le braccia di chi lo stava aiutando, il 23 giugno del 79, all'età di sessantanove anni, sette mesi e sei giorni. Morì nella sua villa presso le Terme di Cotilia, nell'attuale provincia di Rieti, dove ogni anno era solito trascorrere l'estate. Verrà divinizzato, in seguito, dal figlio Tito.

### Successione
Svetonio riferisce che Vespasiano era tanto sicuro del proprio oroscopo e dei suoi figli, dopo tante congiure contro di lui sventate, da affermare in Senato:
(Svetonio, Vita di Vespasiano, 25)
Si dice anche che abbia avuto in sogno una visione, nella quale nel vestibolo del palazzo imperiale vi fosse una bilancia, dove da una parte si trovavano gli imperatori Claudio e Nerone, e dall'altra lui stesso e i suoi figli. Il significato di questa visione era che i due gruppi di imperatori avrebbero regnato per un identico periodo di 27 anni: Claudio e Nerone dal 41 al 68, Vespasiano e i figli dal 69 al 96.
Alla morte di Vespasiano (23 giugno del 79), il figlio primogenito Tito rimase unico imperatore e, come il padre, escluse il fratello Domiziano dagli affari di Stato, non associandolo all'Impero né concedendogli l'imperium proconsulare, ossia il potere di comando su tutte le province dell'Impero, né la tribunicia potestas, il diritto di veto assoluto sugli atti dei magistrati, ma lo dichiarò suo successore, gli fece ottenere il consolato ordinario nell'80 e gli propose anche di sposare la sua unica figlia Giulia.
Domiziano rifiutò tuttavia di separarsi da Domizia ma Giulia, dopo avere sposato il cugino Tito Flavio Sabino, divenne sua amante. Tito fu considerato un buon imperatore dallo storico Tacito e da altri contemporanei; è noto per il suo programma di opere pubbliche a Roma e per la sua generosità nel soccorrere la popolazione in seguito a due eventi disastrosi, l'eruzione del Vesuvio del 79 e l'incendio di Roma dell'80. Ben nota è la definizione che diede di lui lo storico Svetonio per celebrare i vari meriti di Tito e del suo governo:
(Svetonio, Vita di Tito, 1)
Tito morì di febbri malariche ad Aquae Cutiliae il 13 settembre 81, quando con lui si trovava Domiziano: partito subito per Roma, si fece acclamare imperatore dai pretoriani, ai quali distribuì, come tradizione, la stessa somma che essi avevano ricevuto da Tito. Il giorno dopo il Senato gli concesse i titoli di Augusto e di padre della patria, e poi vennero il pontificato, la potestas tribunicia e il consolato.
|                      |                      |                      |                      |                      |                      |                    |                    | Tito Flavio Petrone | Tito Flavio Petrone | Tito Flavio Petrone | Tito Flavio Petrone | Tito Flavio Petrone | Tito Flavio Petrone |          |          | Vespasio Pollione      | Vespasio Pollione      | Vespasio Pollione      | Vespasio Pollione      | Vespasio Pollione      | Vespasio Pollione      |                        |                        |                        |                        |                 |                 |                 |                 |  |  |                           |                           |                           |                           |                           |                           |          |          |                |                |                |                |                 |                 |                 |                 |                        |                        |                        |                        |                         |                         |                         |                         |                         |                         |                        |                        |                        |                        |                        |                        |                        |                        |                     |                     |                     |                     |  |  |  |  |  |  |
|                      |                      |                      |                      |                      |                      |                    |                    | Tito Flavio Petrone | Tito Flavio Petrone | Tito Flavio Petrone | Tito Flavio Petrone | Tito Flavio Petrone | Tito Flavio Petrone |          |          | Vespasio Pollione      | Vespasio Pollione      | Vespasio Pollione      | Vespasio Pollione      | Vespasio Pollione      | Vespasio Pollione      |                        |                        |                        |                        |                 |                 |                 |                 |  |  |                           |                           |                           |                           |                           |                           |          |          |                |                |                |                |                 |                 |                 |                 |                        |                        |                        |                        |                         |                         |                         |                         |                         |                         |                        |                        |                        |                        |                        |                        |                        |                        |                     |                     |                     |                     |  |  |  |  |  |  |
|                      |                      |                      |                      |                      |                      |                    |                    | Tito Flavio Sabino  | Tito Flavio Sabino  | Tito Flavio Sabino  | Tito Flavio Sabino  | Tito Flavio Sabino  | Tito Flavio Sabino  |          |          | Vespasia Polla         | Vespasia Polla         | Vespasia Polla         | Vespasia Polla         | Vespasia Polla         | Vespasia Polla         |                        |                        |                        |                        |                 |                 |                 |                 |  |  | Flavio Liberale           | Flavio Liberale           | Flavio Liberale           | Flavio Liberale           | Flavio Liberale           | Flavio Liberale           |          |          |                |                |                |                |                 |                 |                 |                 |                        |                        |                        |                        |                         |                         |                         |                         |                         |                         |                        |                        |                        |                        |                        |                        |                        |                        |                     |                     |                     |                     |  |  |  |  |  |  |
|                      |                      |                      |                      |                      |                      |                    |                    | Tito Flavio Sabino  | Tito Flavio Sabino  | Tito Flavio Sabino  | Tito Flavio Sabino  | Tito Flavio Sabino  | Tito Flavio Sabino  |          |          | Vespasia Polla         | Vespasia Polla         | Vespasia Polla         | Vespasia Polla         | Vespasia Polla         | Vespasia Polla         |                        |                        |                        |                        |                 |                 |                 |                 |  |  | Flavio Liberale           | Flavio Liberale           | Flavio Liberale           | Flavio Liberale           | Flavio Liberale           | Flavio Liberale           |          |          |                |                |                |                |                 |                 |                 |                 |                        |                        |                        |                        |                         |                         |                         |                         |                         |                         |                        |                        |                        |                        |                        |                        |                        |                        |                     |                     |                     |                     |  |  |  |  |  |  |
|                      |                      |                      |                      |                      |                      |                    |                    |                     |                     |                     |                     |                     |                     |          |          |                        |                        |                        |                        |                        |                        |                        |                        |                        |                        |                 |                 |                 |                 |  |  |                           |                           |                           |                           |                           |                           |          |          |                |                |                |                |                 |                 |                 |                 |                        |                        |                        |                        |                         |                         |                         |                         |                         |                         |                        |                        |                        |                        |                        |                        |                        |                        |                     |                     |                     |                     |  |  |  |  |  |  |
|                      |                      |                      |                      |                      |                      |                    |                    |                     |                     |                     |                     |                     |                     |          |          |                        |                        |                        |                        |                        |                        |                        |                        |                        |                        |                 |                 |                 |                 |  |  |                           |                           |                           |                           |                           |                           |          |          |                |                |                |                |                 |                 |                 |                 |                        |                        |                        |                        |                         |                         |                         |                         |                         |                         |                        |                        |                        |                        |                        |                        |                        |                        |                     |                     |                     |                     |  |  |  |  |  |  |
|                      |                      |                      |                      | Tito Flavio Sabino   | Tito Flavio Sabino   | Tito Flavio Sabino | Tito Flavio Sabino | Tito Flavio Sabino  | Tito Flavio Sabino  |                     |                     | 1 figlia            | 1 figlia            | 1 figlia | 1 figlia | 1 figlia               | 1 figlia               |                        |                        | Tito Flavio Vespasiano | Tito Flavio Vespasiano | Tito Flavio Vespasiano | Tito Flavio Vespasiano | Tito Flavio Vespasiano | Tito Flavio Vespasiano |                 |                 |                 |                 |  |  | Flavia Domitilla maggiore | Flavia Domitilla maggiore | Flavia Domitilla maggiore | Flavia Domitilla maggiore | Flavia Domitilla maggiore | Flavia Domitilla maggiore |          |          | Cassia Longina | Cassia Longina | Cassia Longina | Cassia Longina | Cassia Longina  | Cassia Longina  |                 |                 | Gneo Domizio Corbulone | Gneo Domizio Corbulone | Gneo Domizio Corbulone | Gneo Domizio Corbulone | Gneo Domizio Corbulone  | Gneo Domizio Corbulone  |                         |                         |                         |                         |                        |                        | Petilio Rufo           | Petilio Rufo           | Petilio Rufo           | Petilio Rufo           | Petilio Rufo           | Petilio Rufo           |                     |                     |                     |                     |  |  |  |  |  |  |
|                      |                      |                      |                      | Tito Flavio Sabino   | Tito Flavio Sabino   | Tito Flavio Sabino | Tito Flavio Sabino | Tito Flavio Sabino  | Tito Flavio Sabino  |                     |                     | 1 figlia            | 1 figlia            | 1 figlia | 1 figlia | 1 figlia               | 1 figlia               |                        |                        | Tito Flavio Vespasiano | Tito Flavio Vespasiano | Tito Flavio Vespasiano | Tito Flavio Vespasiano | Tito Flavio Vespasiano | Tito Flavio Vespasiano |                 |                 |                 |                 |  |  | Flavia Domitilla maggiore | Flavia Domitilla maggiore | Flavia Domitilla maggiore | Flavia Domitilla maggiore | Flavia Domitilla maggiore | Flavia Domitilla maggiore |          |          | Cassia Longina | Cassia Longina | Cassia Longina | Cassia Longina | Cassia Longina  | Cassia Longina  |                 |                 | Gneo Domizio Corbulone | Gneo Domizio Corbulone | Gneo Domizio Corbulone | Gneo Domizio Corbulone | Gneo Domizio Corbulone  | Gneo Domizio Corbulone  |                         |                         |                         |                         |                        |                        | Petilio Rufo           | Petilio Rufo           | Petilio Rufo           | Petilio Rufo           | Petilio Rufo           | Petilio Rufo           |                     |                     |                     |                     |  |  |  |  |  |  |
|                      |                      |                      |                      |                      |                      |                    |                    |                     |                     |                     |                     |                     |                     |          |          |                        |                        |                        |                        |                        |                        |                        |                        |                        |                        |                 |                 |                 |                 |  |  |                           |                           |                           |                           |                           |                           |          |          |                |                |                |                |                 |                 |                 |                 |                        |                        |                        |                        |                         |                         |                         |                         |                         |                         |                        |                        |                        |                        |                        |                        |                        |                        |                     |                     |                     |                     |  |  |  |  |  |  |
|                      |                      |                      |                      |                      |                      |                    |                    |                     |                     |                     |                     |                     |                     |          |          |                        |                        |                        |                        |                        |                        |                        |                        |                        |                        |                 |                 |                 |                 |  |  |                           |                           |                           |                           |                           |                           |          |          |                |                |                |                |                 |                 |                 |                 |                        |                        |                        |                        |                         |                         |                         |                         |                         |                         |                        |                        |                        |                        |                        |                        |                        |                        |                     |                     |                     |                     |  |  |  |  |  |  |
|                      |                      |                      |                      | Tito Flavio Sabino   | Tito Flavio Sabino   | Tito Flavio Sabino | Tito Flavio Sabino | Tito Flavio Sabino  | Tito Flavio Sabino  |                     |                     |                     |                     |          |          | Tito Flavio Vespasiano | Tito Flavio Vespasiano | Tito Flavio Vespasiano | Tito Flavio Vespasiano | Tito Flavio Vespasiano | Tito Flavio Vespasiano |                        |                        | Marcia Furnilla        | Marcia Furnilla        | Marcia Furnilla | Marcia Furnilla | Marcia Furnilla | Marcia Furnilla |  |  | Tito Flavio Domiziano     | Tito Flavio Domiziano     | Tito Flavio Domiziano     | Tito Flavio Domiziano     | Tito Flavio Domiziano     | Tito Flavio Domiziano     |          |          |                |                |                |                | Domizia Longina | Domizia Longina | Domizia Longina | Domizia Longina | Domizia Longina        | Domizia Longina        |                        |                        | Flavia Domitilla minore | Flavia Domitilla minore | Flavia Domitilla minore | Flavia Domitilla minore | Flavia Domitilla minore | Flavia Domitilla minore |                        |                        | Quinto Petilio Ceriale | Quinto Petilio Ceriale | Quinto Petilio Ceriale | Quinto Petilio Ceriale | Quinto Petilio Ceriale | Quinto Petilio Ceriale |                     |                     |                     |                     |  |  |  |  |  |  |
|                      |                      |                      |                      | Tito Flavio Sabino   | Tito Flavio Sabino   | Tito Flavio Sabino | Tito Flavio Sabino | Tito Flavio Sabino  | Tito Flavio Sabino  |                     |                     |                     |                     |          |          | Tito Flavio Vespasiano | Tito Flavio Vespasiano | Tito Flavio Vespasiano | Tito Flavio Vespasiano | Tito Flavio Vespasiano | Tito Flavio Vespasiano |                        |                        | Marcia Furnilla        | Marcia Furnilla        | Marcia Furnilla | Marcia Furnilla | Marcia Furnilla | Marcia Furnilla |  |  | Tito Flavio Domiziano     | Tito Flavio Domiziano     | Tito Flavio Domiziano     | Tito Flavio Domiziano     | Tito Flavio Domiziano     | Tito Flavio Domiziano     |          |          |                |                |                |                | Domizia Longina | Domizia Longina | Domizia Longina | Domizia Longina | Domizia Longina        | Domizia Longina        |                        |                        | Flavia Domitilla minore | Flavia Domitilla minore | Flavia Domitilla minore | Flavia Domitilla minore | Flavia Domitilla minore | Flavia Domitilla minore |                        |                        | Quinto Petilio Ceriale | Quinto Petilio Ceriale | Quinto Petilio Ceriale | Quinto Petilio Ceriale | Quinto Petilio Ceriale | Quinto Petilio Ceriale |                     |                     |                     |                     |  |  |  |  |  |  |
|                      |                      |                      |                      |                      |                      |                    |                    |                     |                     |                     |                     |                     |                     |          |          |                        |                        |                        |                        |                        |                        |                        |                        |                        |                        |                 |                 |                 |                 |  |  |                           |                           |                           |                           |                           |                           |          |          |                |                |                |                |                 |                 |                 |                 |                        |                        |                        |                        |                         |                         |                         |                         |                         |                         |                        |                        |                        |                        |                        |                        |                        |                        |                     |                     |                     |                     |  |  |  |  |  |  |
|                      |                      |                      |                      |                      |                      |                    |                    |                     |                     |                     |                     |                     |                     |          |          |                        |                        |                        |                        |                        |                        |                        |                        |                        |                        |                 |                 |                 |                 |  |  |                           |                           |                           |                           |                           |                           |          |          |                |                |                |                |                 |                 |                 |                 |                        |                        |                        |                        |                         |                         |                         |                         |                         |                         |                        |                        |                        |                        |                        |                        |                        |                        |                     |                     |                     |                     |  |  |  |  |  |  |
| Tito Flavio Clemente | Tito Flavio Clemente | Tito Flavio Clemente | Tito Flavio Clemente | Tito Flavio Clemente | Tito Flavio Clemente |                    |                    | Tito Flavio Sabino  | Tito Flavio Sabino  | Tito Flavio Sabino  | Tito Flavio Sabino  | Tito Flavio Sabino  | Tito Flavio Sabino  |          |          |                        |                        |                        |                        | Giulia Flavia Giulia   | Giulia Flavia Giulia   | Giulia Flavia Giulia   | Giulia Flavia Giulia   | Giulia Flavia Giulia   | Giulia Flavia Giulia   |                 |                 |                 |                 |  |  |                           |                           |                           |                           | 1 figlio                  | 1 figlio                  | 1 figlio | 1 figlio | 1 figlio       | 1 figlio       |                |                |                 |                 |                 |                 | Gaio Petilio Firmo     | Gaio Petilio Firmo     | Gaio Petilio Firmo     | Gaio Petilio Firmo     | Gaio Petilio Firmo      | Gaio Petilio Firmo      |                         |                         | Santa Flavia Domitilla  | Santa Flavia Domitilla  | Santa Flavia Domitilla | Santa Flavia Domitilla | Santa Flavia Domitilla | Santa Flavia Domitilla |                        |                        | Quinto Petilio Rufo    | Quinto Petilio Rufo    | Quinto Petilio Rufo | Quinto Petilio Rufo | Quinto Petilio Rufo | Quinto Petilio Rufo |  |  |  |  |  |  |
| Tito Flavio Clemente | Tito Flavio Clemente | Tito Flavio Clemente | Tito Flavio Clemente | Tito Flavio Clemente | Tito Flavio Clemente |                    |                    | Tito Flavio Sabino  | Tito Flavio Sabino  | Tito Flavio Sabino  | Tito Flavio Sabino  | Tito Flavio Sabino  | Tito Flavio Sabino  |          |          |                        |                        |                        |                        | Giulia Flavia Giulia   | Giulia Flavia Giulia   | Giulia Flavia Giulia   | Giulia Flavia Giulia   | Giulia Flavia Giulia   | Giulia Flavia Giulia   |                 |                 |                 |                 |  |  |                           |                           |                           |                           | 1 figlio                  | 1 figlio                  | 1 figlio | 1 figlio | 1 figlio       | 1 figlio       |                |                |                 |                 |                 |                 | Gaio Petilio Firmo     | Gaio Petilio Firmo     | Gaio Petilio Firmo     | Gaio Petilio Firmo     | Gaio Petilio Firmo      | Gaio Petilio Firmo      |                         |                         | Santa Flavia Domitilla  | Santa Flavia Domitilla  | Santa Flavia Domitilla | Santa Flavia Domitilla | Santa Flavia Domitilla | Santa Flavia Domitilla |                        |                        | Quinto Petilio Rufo    | Quinto Petilio Rufo    | Quinto Petilio Rufo | Quinto Petilio Rufo | Quinto Petilio Rufo | Quinto Petilio Rufo |  |  |  |  |  |  |
|                      |                      |                      |                      |                      |                      |                    |                    |                     |                     |                     |                     |                     |                     |          |          |                        |                        |                        |                        |                        |                        |                        |                        |                        |                        |                 |                 |                 |                 |  |  |                           |                           |                           |                           |                           |                           |          |          |                |                |                |                |                 |                 |                 |                 |                        |                        |                        |                        |                         |                         |                         |                         |                         |                         |                        |                        |                        |                        |                        |                        |                        |                        |                     |                     |                     |                     |  |  |  |  |  |  |
|                      |                      |                      |                      |                      |                      |                    |                    |                     |                     |                     |                     |                     |                     |          |          |                        |                        |                        |                        |                        |                        |                        |                        |                        |                        |                 |                 |                 |                 |  |  |                           |                           |                           |                           |                           |                           |          |          |                |                |                |                |                 |                 |                 |                 |                        |                        |                        |                        |                         |                         |                         |                         |                         |                         |                        |                        |                        |                        |                        |                        |                        |                        |                     |                     |                     |                     |  |  |  |  |  |  |
|                      |                      |                      |                      |                      |                      |                    |                    |                     |                     |                     |                     |                     |                     |          |          |                        |                        |                        |                        |                        |                        |                        |                        |                        |                        |                 |                 |                 |                 |  |  |                           |                           |                           |                           |                           |                           |          |          |                |                |                |                |                 |                 |                 |                 |                        |                        |                        |                        |                         |                         |                         |                         |                         |                         |                        |                        |                        |                        |                        |                        |                        |                        |                     |                     |                     |                     |  |  |  |  |  |  |
|                      |                      |                      |                      |                      |                      |                    |                    |                     |                     |                     |                     |                     |                     |          |          |                        |                        |                        |                        |                        |                        |                        |                        |                        |                        |                 |                 |                 |                 |  |  |                           |                           |                           |                           |                           |                           |          |          |                |                |                |                |                 |                 |                 |                 |                        |                        |                        |                        |                         |                         |                         |                         |                         |                         |                        |                        |                        |                        |                        |                        |                        |                        |                     |                     |                     |                     |  |  |  |  |  |  |
|                      |                      |                      |                      |                      |                      |                    |                    |                     |                     |                     |                     |                     |                     |          |          |                        |                        |                        |                        | Vespasiano             | Vespasiano             | Vespasiano             | Vespasiano             | Vespasiano             | Vespasiano             |                 |                 |                 |                 |  |  | Domiziano                 | Domiziano                 | Domiziano                 | Domiziano                 | Domiziano                 | Domiziano                 |          |          |                |                |                |                |                 |                 |                 |                 |                        |                        |                        |                        |                         |                         |                         |                         |                         |                         |                        |                        |                        |                        |                        |                        |                        |                        |                     |                     |                     |                     |  |  |  |  |  |  |

## Famiglia
Vespasiano sposò Flavia Domitilla, figlia di Flavio Liberale e nota amante di Statilio Capella, un equestrus di Sabratha. Domitilla morì prima del 69, dopo aver dato a Vespasiano due figli e una figlia:
- Tito Flavio Vespasiano (39 - 81), imperatore dopo suo padre;
- Flavia Domitilla minore (45 - 66), sposò Quinto Petilio Ceriale ed ebbe tre figli, fra cui Flavia Petilia Domitilla;
- Tito Flavio Domiziano (51 - 96), imperatore dopo suo fratello.

Dopo essere rimasto vedovo, Vespasiano visse apertamente con la sua concubina Antonia Cenide, con cui aveva una relazione da diversi anni già durante il matrimonio e che proseguì fino alla morte di lei nel 75.

## Vespasiano nella storiografia

### Autori antichi
Il grande storico Tacito scrisse:
(Tacito, Annales, III, 55.4)
Svetonio lo descrive come un uomo giusto, onesto, molto legato alle sue origini famigliari, con la sola pecca di essere avido di denaro:
(Svetonio, Vita di Vespasiano, 8)
Molto legato alla nonna paterna, Vespasiano, divenuto princeps, spesso faceva ritorno alla villa dove era cresciuto quando era fanciullo nei pressi di Cosa.
(Svetonio, Vita di Vespasiano, 2)
Aggiunge ancora Svetonio:
(Svetonio, Vita di Vespasiano, 12)
(Svetonio, Vita di Vespasiano, 13)
(Svetonio, Vita di Vespasiano, 14)
(Svetonio, Vita di Vespasiano, 15)
Era poi di corporatura tarchiata, con le membra robuste e ferme, il volto quasi contratto in uno sforzo.
(Svetonio, Vita di Vespasiano, 20)
Tutto sommato godette di buona salute, accontentandosi di mantenerla con massaggi regolari a tutto il corpo, stando a digiuno un giorno al mese. Era poi sua abitudine svegliarsi molto presto, leggere lettere e rapporti di tutti i suoi funzionari, ricevere amici (come spesso accadeva con Gaio Plinio Secondo), vestirsi da solo, fare una passeggiata in lettiga, riposare con una delle tante concubine, che dopo la morte di Cenide, ne avevano preso il posto.
(Svetonio, Vita di Vespasiano, 21)
Durante la cena, come in ogni altra occasione, era molto socievole e aveva spesso battute molto spiritose, anche se scurrili e volgari, utilizzando anche parole oscene.
(Svetonio, Vita di Vespasiano, 22)
L'avarizia con cui Tacito e Svetonio stigmatizzano Vespasiano, sembra essere stata in realtà un'illuminata economia, che, nello stato disordinato delle finanze di Roma, era una necessità assoluta. Si racconta che, quando gli fu chiesto se avesse desiderato o no una statua in suo onore, lui rispose, indicando un piattino d'argento: «Certo. Quello sarà il piedistallo». Altri episodi sono raccontati da Svetonio:
(Svetonio, Vita di Vespasiano, 8)
(Svetonio, vita di Vespasiano, 16)
Militare di carriera, dimostrò di avere notevoli doti tattico-strategiche, evitando di esporre il proprio esercito a inutili rischi, quando non fosse strettamente necessario, come racconta Giuseppe Flavio nel corso della prima guerra giudaica:
(Giuseppe Flavio, La guerra giudaica, IV, 6.2.372-373.)

### Autori moderni
Sembra che Vespasiano non fosse un eccellente soldato, come il figlio Tito, ma dimostrò forza di carattere e abilità, ed ebbe un continuo desiderio di stabilire ordine e sicurezza sociale per i suoi sudditi. Fu puntuale e regolare nelle sue abitudini, occupandosi dei suoi uffici la mattina di buon'ora e godendosi poi il riposo. Temprato dal rigore dei legionari, di fatto non fu incline ad alcuna forma di vizio.
Forse non ebbe le caratteristiche attese di un imperatore della precedente dinastia giulio-claudia, ma fu apprezzato da tutti, sia dalla plebe sia dal patriziato senatorio. Vespasiano fu dunque il fautore di una rinascita economica e sociale in tutto l'Impero che godette, grazie al suo governo, di una pax rimasta proverbiale. Di fatto per questo fu uno degli imperatori più amati della storia romana.